# Luftwaffe
Cet article concerne la force aérienne allemande actuelle. Pour la force aérienne allemande pendant la Seconde Guerre mondiale, voir Luftwaffe (Wehrmacht). Pour l'actuelle de la Suisse (en allemand Schweizer Luftwaffe), voir Forces aériennes suisses.
Le terme « Luftwaffe » (prononcé en allemand : [ˈlʊftvafə] ), littéralement « arme de l'air », est quelquefois improprement utilisé pour désigner les différentes armées de l'air de l'Allemagne au cours de son histoire. En réalité, du 20 novembre 1916 au 10 janvier 1920 (date d'entrée en vigueur du traité de Versailles et de leur dissolution officielle), les forces aériennes allemandes issues de différents services s'appelaient « Luftstreitkräfte ». 
La première « Luftwaffe » n'exista, elle, que du 1er mars 1935 au 8 mai 1945 au sein de la Wehrmacht du Troisième Reich. Lui succédèrent dans la République démocratique allemande (RDA), au sein de la Nationale Volksarmee, les « Luftstreitkräfte der Nationalen Volksarmee » (1er mars 1956 - 2 octobre 1990) et dans la République fédérale d'Allemagne (RFA), au sein de la Bundeswehr, une nouvelle « Luftwaffe » à partir du 9 janvier 1956. C'est cette dernière qui existe à l'heure actuelle.

## La Première Guerre mondiale

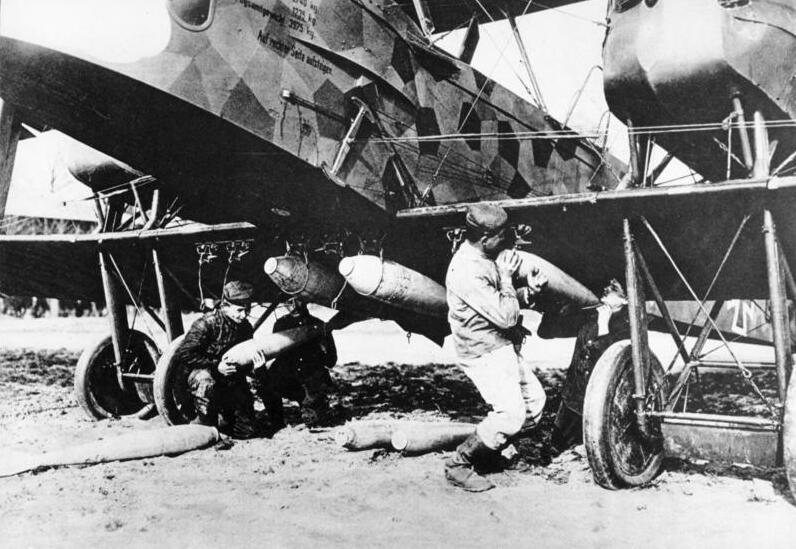
Bombes montées sous un biplan de la Luftstreitkräfte en novembre 1917.

Le précurseur de la Luftwaffe, le service aérien de l'armée allemande impériale, la Luftstreitkräfte, avait été créé en 1910, un an après l'Aéronautique militaire française en 1909. La fondation de celle du Royaume-Uni, la Royal Flying Corps, eut lieu en 1912. À l'origine, comme les ballons utilisés dès la fin du XVIIIe siècle, lors des guerres de la Révolution française, puis pendant la guerre franco-prussienne de 1870-1871, l'aviation devait n'être utilisée qu'en survol de reconnaissance des lignes ennemies.
Durant la Première Guerre mondiale, l'armée de l'air allemande utilisa une grande variété d'aéronefs : avions de reconnaissance (Aviatik et DFW), avions de bombardement (Gothaer Waggonfabrik, mieux connus sous le simple nom de Gotha, et Zeppelin-Staaken), avions de chasse (fabriqués par des usines Albatros Flugzeugwerke ou Fokker). Ce sont les derniers qui déchainent le plus les passions grâce aux « as » tels que Manfred von Richthofen, surnommé le « Diable rouge » par les Français, « Red Baron » par les Britanniques, Ernst Udet, Hermann Göring (le futur commandant en chef de la Luftwaffe), Oswald Boelcke (premier tacticien aérien du combat aérien dit tournoyant, ou « dogfight » expression anglaise signifiant « combat de chiens »), Werner Voss et Max Immelmann, premier pilote allemand décoré de la médaille Pour le Mérite, la distinction militaire allemande la plus importante à cette époque, qui lui est décernée, ainsi qu'à Oswald Boelcke, pour avoir abattu huit appareils ennemis. Pour cette raison, cette médaille est surnommée le « Max bleu » depuis lors. La Marine, comme l'Armée de terre allemande, utilisera aussi des dirigeables Zeppelin pour effectuer des missions de bombardement sur des cibles militaires et civiles en France, en Belgique et jusqu'au Royaume-Uni.
Jusqu'en 1918, tous les avions de l'armée allemande, ainsi que ceux de l'armée d'Autriche-Hongrie, portent l'insigne de la croix de fer, puis une croix formée de deux poutres droites (Balkenkreuz), un insigne qui deviendra très familier à l’époque du Troisième Reich. À la suite de l'armistice de 1918 et comme prévu par le traité de Versailles, l'armée de l'air allemande est dissoute, ses avions militaires détruits.

## L'entre-deux-guerres

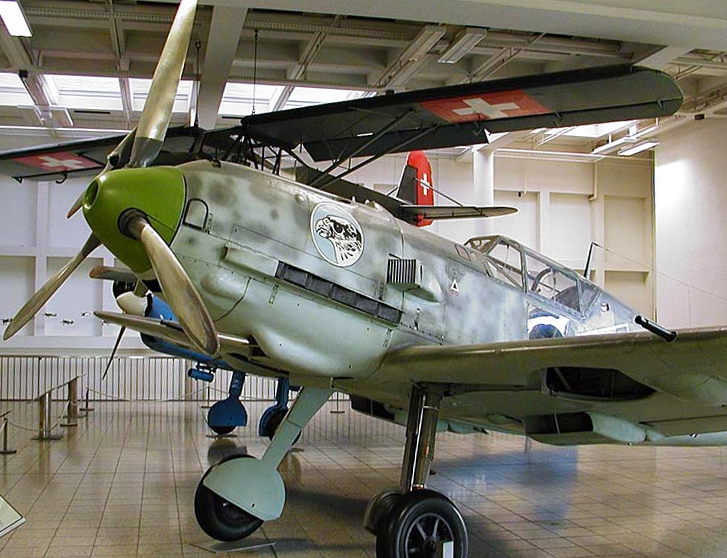
Messerschmitt Bf 109E de la Luftwaffe exposé au musée de l'aviation allemand.

Le traité de Versailles lui interdisant de posséder une armée de l'air, l'Allemagne trouva moyen d'entraîner en secret ses pilotes. Pour commencer, via les écoles de l'aviation civile telle la Lufthansa. Mais comme il n'est possible d'utiliser que des avions légers sur le territoire allemand, pour que les pilotes puissent acquérir de l'expérience sur les nouveaux avions de combat, l'Allemagne sollicita l'aide de l'URSS qui accepta en signant une clause secrète du traité de Rapallo (1922). Un aérodrome secret est établi à Lipetsk en 1924 et resta opérationnel jusqu'à sa fermeture en 1933. L'école y utilise des avions d'entraînement néerlandais (Fokker), russes ainsi qu'allemands.
Bien que le traité d'armistice soit toujours en vigueur, le 26 février 1935, Adolf Hitler ordonne à Hermann Göring de rétablir la Luftwaffe. Ni la France ni le Royaume-Uni, ni la Société des Nations ne s'opposeront de facto à cette violation du traité, ni dans d'autres domaines d'ailleurs. Bien que la nouvelle Luftwaffe soit une organisation totalement indépendante de l'armée, elle continue néanmoins la tradition d'attribuer des grades militaires au personnel, une tradition maintenue même aujourd'hui par la Bundesluftwaffe (c'est-à-dire, l'armée de l'air de la RFA) et par beaucoup d'autres armées de l'air du monde. Et pourtant, il est à observer que le service aérien paramilitaire en vigueur avant la promulgation de la Luftwaffe portait le nom du Deutscher Luftverband (DLV), dont le chef était Ernst Udet. Ses membres portaient l'uniforme et l'insigne qui continue à apparaître sur l'uniforme de la Luftwaffe, bien que les noms des « grades » soient plus « civils » que militaires.
La Luftwaffe saisit l'occasion de tester l'efficacité de ses tactiques de combat et de ses appareils pendant la guerre d'Espagne de 1936-1939 quand la Légion Condor va en Espagne pour y donner un appui aérien à coup d'État conduit par Francisco Franco contre le gouvernement républicain. Les machines, dont les noms deviendront fameux dans le monde entier, incluent notamment le Junkers Ju 87 « Stuka » (Sturzkampfflugzeug = avion de combat en piqué), spécialisé dans le bombardement en piqué, offrant alors une bien plus grande précision que le bombardement en altitude, et le Messerschmitt Bf 109, l'avion de chasse le plus fameux en Allemagne. Mais en tant qu'armée de l'air attachée aux forces nationalistes de Franco, l'insigne de la Luftwaffe est remplacée sur le fuselage des avions pour donner au monde l'illusion que l'Allemagne elle-même ne participe pas activement à la guerre civile. À sa place, la croix à barres droites apposée sur le fuselage est remplacée par un disque noir et la croix gammée sur la dérive est remplacée par une sorte d'«X» noir sur fond blanc. Celle-ci apparaît ensuite sur les avions militaires espagnols, bien que le disque noir soit remplacé par une cocarde (comme celle de l'Armée de l'Air française) mais en rouge-jaune-rouge. Les avions de la Légion sont affectés aux unités portant le numéro 88 ; par exemple, celles de bombardement sont assignées au Kampfgruppe (« groupe de bombardement ») 88 (KG/88) alors que celles de chasse sont assignées au Jagdgruppe (« groupe de chasse ») 88 (JG/88).
Les prémices du bombardement systématique des cités se manifestent le 26 avril 1937 lorsqu'une force de bombardement combinée à des avions allemands et italiens détruit le plus gros de la ville basque de Guernica dans le Nord-Ouest de l'Espagne, une cible civile sans intérêt stratégique et dont la destruction frappe les esprits. Le monde entier ou presque condamne ce bombardement, et la mémoire collective de cet événement se maintient depuis grâce à la peinture portant le nom de la ville, exécutée par l'artiste Pablo Picasso, qui se spécialise dans l'art cubiste. À cette époque-ci, l'opinion publique a peur que toutes les futures guerres comportent de tels bombardements, étant donné que le général italien Giulio Douhet (mort en 1930) formule des théories à l'égard du rôle de l'avion militaire en ce qui concerne ce que l'on nommera le « bombardement stratégique ». Voilà l'idée de Douhet : qu'une nation peut détruire une autre en portant un coup pulvérisant les cibles industrielles par les bombardements aériens. L'effet sera si foudroyant que le moral de la population civile plongera, et que le gouvernement n'aura pas d'autre choix que de solliciter la paix. C'est bien un mauvais présage de ce qui se passera - et pas seulement pendant la guerre qui se déclenchera quelques mois seulement après la fin de la guerre civile en Espagne[pas clair]. La théorie du général Douhet aura un impact important en Allemagne, au point que les escadres et escadrilles de bombardement porteront le préfixe Kampf (= combat), le bombardement étant alors considéré comme le combat par excellence, les autres spécialisées de la Luftwaffe semblant n'être qu'accessoires.

## La Seconde Guerre mondiale

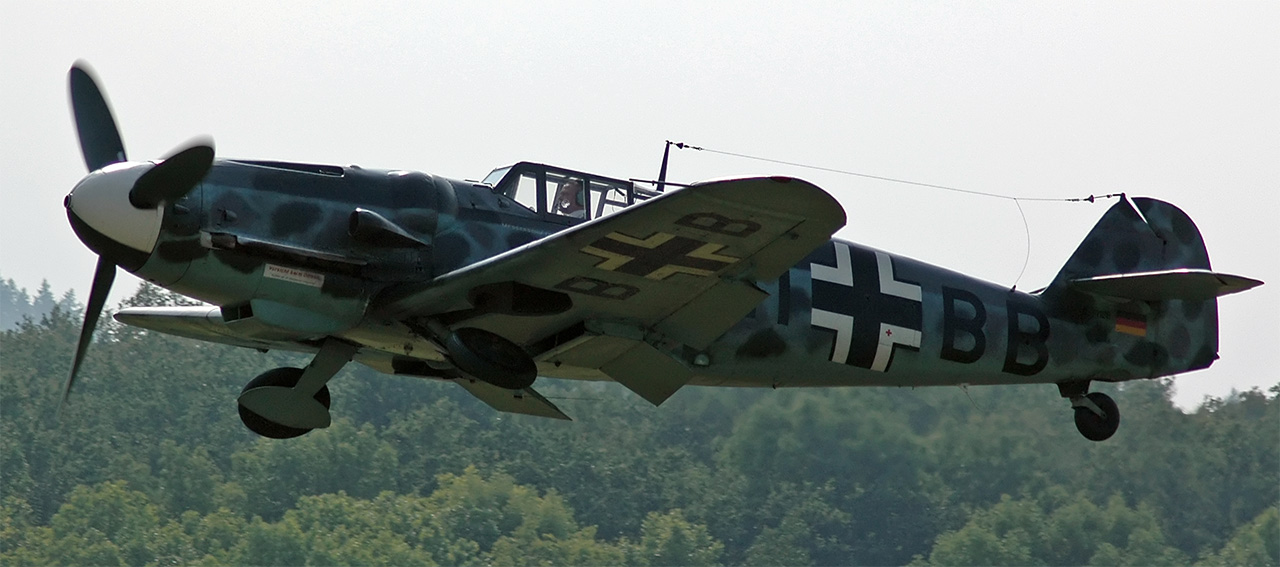
Le Messerschmitt Bf 109, dont environ trente-cinq mille exemplaires ont été construits, est un avion de chasse parmi les plus célèbres de la Seconde Guerre mondiale.

Pendant l'été 1939, à la veille du déclenchement de la Seconde Guerre mondiale, la Luftwaffe devient l'armée de l'air la plus puissante du monde.
Elle aligne environ quatre mille avions, dont 1 100 monomoteurs de chasse Messerschmitt Bf 109, 400 chasseurs-bombardiers bimoteurs Messerschmitt Bf 110, 1 100 bombardiers moyens Dornier Do 17, Junkers Ju 88 et Heinkel He 111, et 290 bombardiers en piqué Junkers Ju 87 (Stuka). Ce qui lui donne un rôle significatif pendant les premières campagnes de la guerre et contribue pour beaucoup au succès final des forces armées allemandes pendant la période du 1er septembre 1939 jusqu'à la mi-juin 1940, prouvant aux armées ennemies l'efficacité tactique du Blitzkrieg (« guerre éclair ») formulé par la Wehrmacht pendant la période de l'entre-deux-guerres.
Avec l'Italie, le Japon, la Hongrie, la Bulgarie et la Roumanie, l'Allemagne nazie fait partie des forces de l'Axe. En dix mois, elle se rend victorieuse de la Pologne, de la Norvège, du Danemark, du Luxembourg, de la Belgique et de la France, grâce à l'étroite collaboration de la Luftwaffe avec les divisions blindées, les Panzer, coordonnés par une radiotélégraphie novatrice, cryptée. C'est donc une armée de l'air limitée à un rôle tactique qui a fait gagner l'Allemagne.
La Luftwaffe perd 1 470 avions sur le front occidental en mai-juin 1940 dont 1 290 durant l'invasion des Pays-Bas, de la Belgique et de la France ; entre deux cent cinquante et trois cents appareils sont perdus lors d'accidents.
Mais le commandant en chef de la Luftwaffe, le Reichsmarschall Hermann Göring commence à surestimer la capacité de ses escadrilles à apporter une victoire rapide et complète à l'Allemagne nazie. Il se vante de pouvoir détruire en un mois l'aviation britannique avant le déclenchement de l'invasion prévue du Royaume-Uni, l'opération dont le nom de code est « Seelöwe » (« Otarie »). Mais la Manche sépare la France occupée du Royaume-Uni, qui est aussi séparé de la Norvège occupée par la mer du Nord. Cette frontière maritime contribue dans une grande mesure au maintien de la liberté du Royaume-Uni, de même que la résistance courageuse des pilotes de la RAF et du « Fighter Command », qui comporte non seulement des pilotes britanniques, mais aussi des pilotes de beaucoup d'autres nationalités, y compris des Français, tous aidés par l'emploi systématique du radar et la coordination des alertes.

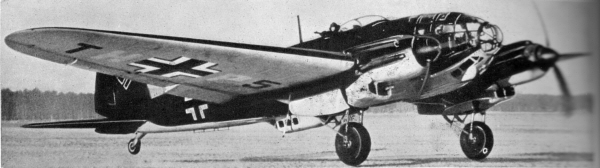
Le Heinkel He 111 était un des principaux types d'avions de bombardement bimoteurs au sein de la Luftwaffe en 1940, mais beaucoup d'entre eux furent abattus par les avions de chasse de la RAF pendant la bataille d'Angleterre et leurs équipages tués ou faits prisonniers.

Ultérieurement, l'incapacité de la Luftwaffe à conquérir la maîtrise du ciel pendant la bataille d'Angleterre est vue comme la conséquence d'un changement de tactique. Après avoir attaqué les aérodromes militaires et affaibli la R.A.F. , la Luftwaffe change de cible et commence à bombarder des cibles industrielles et des villes telles que Londres après un raid aérien sur Berlin le 25 août 1940 des bombardiers du RAF Bomber Command (lui-même déclenché en représailles d'un bombardement probablement accidentel de Londres par la Luftwaffe). C'est un moment clé de la conduite de la guerre. La puissance aérienne allemande commence petit à petit à diminuer à la suite de l'attaque de l’URSS en juin 1941 et de l'entrée en guerre des États-Unis en décembre 1941. L'Allemagne nazie éprouve des difficultés grandissantes d'approvisionnement en matériaux stratégiques, surtout l'aluminium, sans lesquels il devient de plus en plus difficile de construire des avions et d'autres armes pour les forces armées allemandes. Pire chose encore pour la Luftwaffe, la direction de Göring est vraiment défectueuse, bien que celui-ci réussisse toujours à rejeter la responsabilité de ses défaites sur ses subordonnés comme Ernst Udet (qui se suicide en novembre 1941).
Contrairement à l'armée de l'air des États-Unis (USAAF), à cette époque sous la direction du général Henry H. Arnold, surnommé « Hap », les Allemands ne développent aucune force de bombardement stratégique. Et pourtant, avant la guerre, la Lufthansa employait des quadrimoteurs à longue portée (les Focke-Wulf Fw 200) pour des vols transatlantiques vers les États-Unis. Si les Allemands en avaient construit beaucoup au lieu de consacrer tant de ressources à la construction de bimoteurs, il est vraisemblable que de tels quadrimoteurs auraient pu infliger beaucoup plus de dégâts aux cibles dans le Royaume-Uni. Heureusement pour les Alliés, ils ne le feront pas, mais la Luftwaffe utilisera quand même le Fw 200 pour des missions sur l'Atlantique du Nord afin d'y détruire les navires de commerce qui apportaient les vivres indispensables aux îles britanniques assiégées. En revanche, les avions de bombardement lourds de l'USAAF, escortés par des avions de chasse comme le P-51 Mustang équipés de réservoirs d'essence supplémentaires largués une fois engagé le combat aérien avec des chasseurs ennemis, ont une assez longue portée pour pouvoir voler à l'intérieur du territoire du Reich pendant les opérations conduites en pleine journée, pendant que leurs collègues de la RAF continuent à attaquer de nuit les cibles ennemies.
Néanmoins, la Luftwaffe restait forte et avec le renforcement de la Flak qui eut un effectif dépassant les 2/3 de l'ensemble de l'armée et la Nachtjagd (Chasse de nuit) continua à abattre de nombreux avions de bombardement alliés, y compris, ce qui est étonnant, cent-huit avions britanniques pendant une nuit unique (du 30 au 31 octobre 1944) quand la RAF attaque la ville de Nuremberg, célèbre lieu des rassemblements du parti nazi NSDAP pendant la période d'avant-guerre.
On ressent la supériorité aérienne allemande surtout sur le front de l'Est en 1941 et 1942, car la Luftwaffe jouissait d'un niveau de tactique et de technologie globalement supérieur à celui des Soviétiques, ainsi que de la présence de beaucoup d’Experten, c'est-à-dire, des pilotes hautement expérimentés. Cependant des cas comme Erich Hartmann, qui terminera la guerre avec un palmarès incroyable — 352 victoires homologuées, dont 345 soviétiques, doivent être considérés avec la plus grande circonspection car elle ne correspondrait qu'à environ quatre-vingts avions ennemis réellement abattus après consultation des archives adverses. En revanche, le palmarès le plus élevé d'un pilote hors de la Luftwaffe n'est que de soixante-deux avions ennemis (y compris un exemplaire d'un Messerschmitt Me 262) ; il est revendiqué par un pilote soviétique, le colonel Ivan Kojiédoub (qui pilotait des chasseurs Lavotchkine La-5FN et La-7 plus rapides et plus capables de manœuvres que les Bf-109G et FW-190A adverses aux basses altitudes, lui laissant les plus grandes chances de succès dans les conditions de combat particulières du front de l'Est). Néanmoins, l'immensité du territoire russe autorisait les Soviétiques à reconstruire les usines à grande distance du front pour y fabriquer des milliers d'avions et d'autres armes qui permettaient à leurs forces armées d'arrêter et de repousser l'armée allemande en lui infligeant deux grandes défaites à Koursk et à Stalingrad (Volgograd), tout en empêchant la prise de Léningrad. Ainsi, les VVS-RKKA brutalement réduites de vingt à douze mille avions de combat du 22 juin au 31 décembre 1941, vont rapidement croître en 1942 et 1943 pour atteindre 21 900 appareils au 1er janvier 1943 puis 32 500 dont 13 400 dans les armées actives l'année suivante, établissant ainsi une supériorité aérienne incontestée jusqu'à la fin du conflit.
La Luftwaffe est active sur beaucoup de fronts, y compris en Afrique du Nord où elle donne un appui aérien à l'Afrika-Korps, qui est sous la direction du général Erwin Rommel, et également durant les offensives contre la Yougoslavie et la Grèce avant le déclenchement de l'invasion de l’Union soviétiques le 22 juin 1941. Beaucoup d'unités de la Luftwaffe se trouvent aussi en Italie, même après l'armistice italien avec les Alliés en septembre 1943, et elles restent dans le pays jusqu'à la fin de la guerre en Europe en mai 1945. Il existe aussi en Roumanie quelques escadrilles de chasseurs de la Luftwaffe, ayant pour mission de protéger les gisements de Ploiești, qui fournissent à la machine de guerre nazie le carburant vital pour son offensive contre l'URSS.

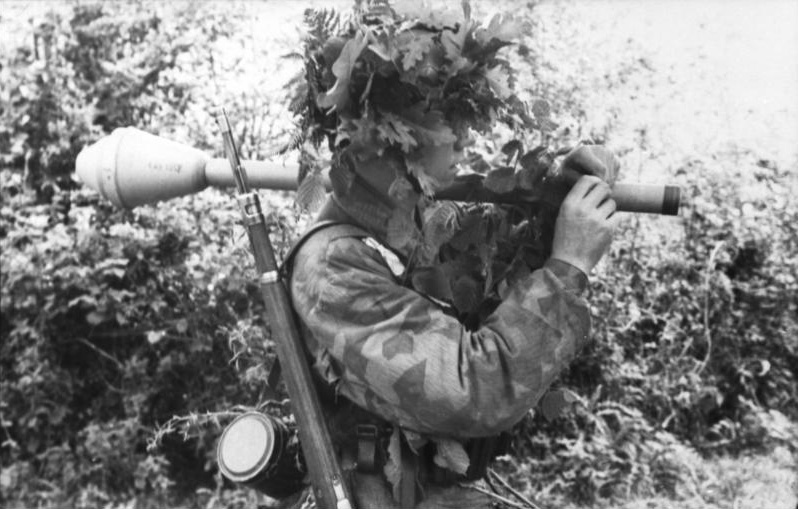
Un Fallschirmjäger lourdement armé, porte un Panzerfaust et la très caractéristique « blouse de saut » camouflée Splittermuster 41 « éclat » en Normandie.

Une des particularités uniques de la Luftwaffe (contrairement à d'autres armées de l'air), est l'existence d'une force spécifique de troupes parachutistes d'élite, les Fallschirmjägers. Les opérations aéroportées sont nombreuses en 1940 et 1941, par exemple la capture habile et rapide du fort d'Ében-Émael (Wallonie, Belgique) en mai 1940 et celle plus âpre de la Crète en mai 1941. Mais les pertes importantes subies par les parachutistes et leurs avions de transport Junkers Ju 52 pendant la bataille de Crète convaincront Adolf Hitler que le largage de parachutistes en masse fut une grave erreur. Désormais, les Fallschirmjägers ne participeront plus à des opérations aéroportées de grande envergure, mais plutôt à des opérations spéciales tel que le sauvetage réussi du dictateur fasciste italien Benito Mussolini lors de l'opération Eiche en 1943. À partir de l’année 1944, les Fallschirmjägers n’étaient plus vraiment engagés dans des opérations aéroportées, notamment en raison de la réalité de la situation stratégique. Ils ont cependant continué de s'illustrer dans le seul rôle de troupes d'élite lors de batailles importantes telle que par exemple la bataille du mont Cassin où les Fallschirmjägers ont infligé des pertes très importantes aux forces alliées de janvier à mai 1944. Ces parachutistes formèrent, entre autres, la Fallschirm-Panzer-Division 1. Hermann Göring, une Panzerdivision, mettant de facto en évidence le fonctionnement « féodal » du régime nazi.
Quoique les Allemands aient fait des tentatives pour combattre les bombardiers lourds britanniques pendant la Première Guerre mondiale, la force de chasseurs de nuit allemande - la Nachtjagd - doit réinventer les tactiques à utiliser contre eux quand ils commencent à attaquer puissamment des cibles situées dans le territoire du Reich. Une chaîne de stations radar est établie sur toute la longueur du territoire, de la Norvège jusqu'à la frontière suisse, sous le nom de « ligne Kammhuber », ainsi nommée d'après le Generalleutnant Josef Kammhuber. Les escadres avoisinantes de chasseurs de nuit, les Nachtjagdgeschwaders (NJG), reçoivent l'alerte pour décoller et intercepter les bombardiers ennemis. Ces escadres sont équipées d'avions tels que le Messerschmitt BF 110 et le Junkers Ju 88, qui seront fournis plus tard avec le système de radar connu sous le nom de « Liechtenstein », installé dans le nez.
On considère le Heinkel He 219 Uhu (« hibou ») comme le meilleur des chasseurs de nuit allemands. Mais les Allemands ne les construisent pas en grand nombre. Les vagues de bombardiers anglais larguent pendant chaque mission des centaines de bandelettes d'aluminium appelées en français paillettes (et à l'époque en anglais par le nom de code de « Window » (« fenêtre »), aujourd'hui « chaff », « ivraie ») dont la taille est calculée (en fonction de la longueur d'onde de ceux-ci) pour brouiller et rendre inutile le système de radars défensifs et donc le guidage des chasseurs de nuit. Deux noms notables parmi les as des chasseurs de nuit : Helmut Lent, qui réussit à abattre cent quatre avions ennemis de nuit (sur un total de cent onze) avant de perdre la vie dans un accident à l'atterrissage en octobre 1944, et Heinz-Wolfgang Schnaufer, qui réussit à en abattre cent vingt et un et à survivre à la guerre, mais qui perdra la vie à la suite d'un accident de voiture en France en 1950.
Après avoir joué un rôle pionnier dans le développement des avions munis de turboréacteur avec des prototypes tels que le Heinkel He 178 et le Heinkel He 280, la Luftwaffe devient la première armée de l'air au monde à mettre en service - mais à la hâte - un avion à réaction opérationnel, le Messerschmitt Me 262 dit « Schwalbe » (« hirondelle »). L'avion rencontre de nombreux problèmes de fiabilité avec ses moteurs : bien que ceux-ci bénéficient du tout nouveau concept d'écoulement axial, il leur manque néanmoins les matériaux stratégiques de haute qualité requis pour leur fabrication, résultat des bombardements alliés et de l'évolution négative de la guerre pour l'Allemagne. En plus du Me 262, l'industrie aérienne allemande produit d'autres appareils assez avancés tels que l'Arado Ar 234, un avion à réaction (soit bimoteur soit quadrimoteur) dédié au bombardement et à la reconnaissance, le Heinkel He 162 dit « Volksjäger » (« chasseur populaire »), un chasseur à réaction monomoteur (le moteur est un BMW 003), le Messerschmitt Me 163 dit « Komet » (« comète »), un chasseur propulsé par une fusée (la Walther 509), parmi d'autres. D'autres types d'avion avancés, tels que l'aile volante, le Horten Ho 229 (à l'origine le Horten Ho IX), que les Allemands fabriqueront dans l'usine de la Gothaer Waggonfabrik (Gotha), se trouvent soit au stade des essais, soit même sur le point d'entrer en production à la fin de la guerre en Europe. L'industrie aéronautique allemande développe également le premier missile de croisière du monde, le Fieseler Fi-103, baptisé le V-1 (« V » étant utilisé ici pour « Vergeltung », « représailles » en français), et le premier missile sol-sol (ou « missile balistique ») baptisé le V-2.
Ces machines sont modernes, mais elles ne peuvent pas empêcher la défaite aérienne complète du Troisième Reich. La Luftwaffe manque de carburant, de pilotes entraînés et expérimentés, d'organisation et d'aérodromes sûrs (c'est-à-dire cachés).
L'allocation de carburant passant par exemple de 180 000 tonnes en avril 1944 à 50 000 tonnes en juin 1944, l’entraînement des nouveaux pilotes passant de deux cents heures en 1942 à cent dix, voire cinquante en 1944. Les pertes deviennent lourdes avec 1 311 appareils perdus en janvier 1944, 2 121 en février et 2 115 en mars ; les pertes en pilotes hors de combat se montant en avril 1944 à 2 540 et en mai à 2 461.
La dernière grande offensive lancée par la Luftwaffe a lieu le 1er janvier 1945 : l'opération Bodenplatte, dont le but est de détruire au sol autant d'avions ennemis que possible. Mais de leur côté, les Allemands perdent plus de trois cents appareils et sont désormais partout sur la défensive pendant que les Alliés occidentaux et les Soviétiques envahissent le territoire du Reich lui-même et s'approchent de Berlin pour mettre fin au régime nazi. Les Alliés bénéficient des efforts de la technologie allemande en saisissant beaucoup d'avions abandonnés sur place après avoir été presque ou complètement détruits par l'ennemi pendant sa retraite vers l'intérieur de l'Allemagne. Par exemple, l'opération Paperclip (« trombone de bureau »), en 1944-1945, a pour but la saisie d'informations et de matériels de toutes sortes dans le domaine des technologies militaires allemandes innovantes ainsi que la capture de spécialistes et d'ingénieurs pour les « évacuer » aux États-Unis. L'URSS, la France et le Royaume Uni ont également monté des opérations ayant le même objectif.
Parmi ceux qui vont en Russie, le professeur Hans Wocke, responsable du dessin du premier bombardier à réaction aux ailes à flèche négative du monde, le Junkers Ju 287, dont le premier prototype, le Ju 287 V1, faisait des vols d'essai pendant la guerre. Le dessin du Ju 287 s'incorpore dans le dessin du prototype du Junkers EF (« Erprobungsflugzeug », ou « avion d'essai »). En tout cas, ni celui-ci ni aucun autre avion dessiné par les Allemands ne sera accepté au sein des forces armées soviétiques parce que les Allemands sont encore des prisonniers et que les autorités leur interdisent d'accéder aux installations modernes nécessaires pour dessiner et perfectionner les avions militaires. Les Soviétiques permettent à la plupart des dessinateurs captifs de revenir en Allemagne, soit occidentale soit orientale, vers la fin de 1953[réf. nécessaire].
Pendant le cours du Troisième Reich, la Luftwaffe n'a que deux commandants en chef: Le premier est Hermann Göring. Mais Hitler le limoge à la fin de la guerre après avoir appris qu'il tentait de prendre contact sans autorisation avec les Alliés occidentaux dans le but de négocier un cessez-le-feu avant la chute de Berlin aux mains des Soviétiques. Hitler désigne donc le Generaloberst Robert von Greim comme le second (et dernier) commandant en chef de la Luftwaffe. En même temps, il promeut celui-ci au grade de Generalfeldmarschall. Ainsi, celui-ci devient le dernier officier allemand de la Seconde Guerre mondiale à recevoir une telle promotion au grade le plus élevé de la Wehrmacht.
Peu avant le déclenchement de la guerre, le ministre de la Propagande nazi avait publié un magazine spécialisé dans les activités de la Luftwaffe. Il s'appelait « Der Adler » (« L'Aigle ») et paraissait non seulement en allemand mais aussi dans d'autres langues, y compris ultérieurement celles des pays qui seront incorporés dans le territoire du Reich pendant la guerre elle-même, y compris en français. Tant que les États-Unis restent neutres (de septembre 1939 à décembre 1941), le magazine est également publié en anglais. Beaucoup d'images en couleurs prises à cette époque-ci viennent de cette publication.

### Organisation des unités opérationnelles
Les escadres de chasseurs, les Jagdgeschwader (JG), se composent de trois ou quatre groupes (Gruppen), qui se composent eux-mêmes de trois escadrilles (Jagdstaffel), chacune composée de douze avions. Donc l'escadre de chasseurs no 1 est la JG 1, le premier groupe de cette escadre est le I/JG 1 et la première escadrille est la 1./JG 1. (La JG 1 utilisait les Heinkel He 162 mentionnés ci-dessus vers la fin de la guerre en Europe. Pendant les deux derniers mois de la guerre, elle en perdit 22 ; dix pilotes trouvèrent la mort et six autres furent gravement blessés.)

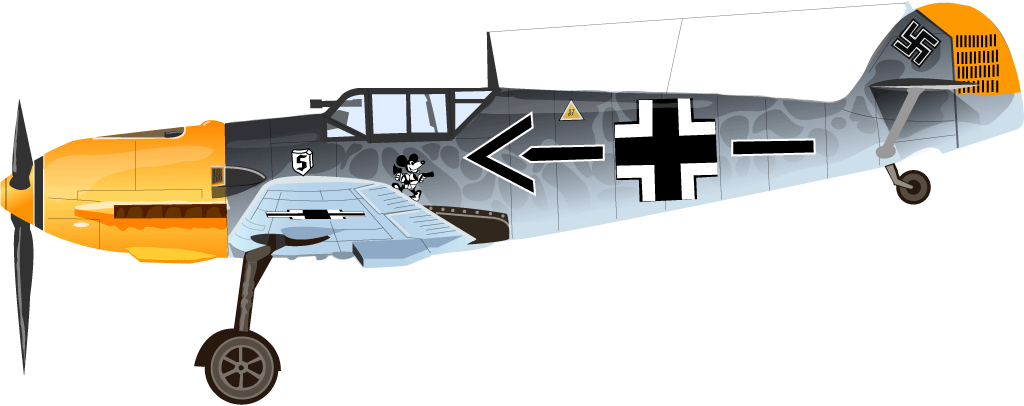
Exemple d'un Bf 109-E4 avec les marquages de Geschwaderkommodore, ici du JG 26.

De même, la Luftwaffe appelle les escadres de bombardiers les Kampfgeschwader (KG), celles de chasseurs de nuit les Nachtjagdgeschwader (NJG), celles de bombardiers en piqué les Stukageschwader (StG) et celles ayant de patrouille maritime et de sauvetage des équipages abattus en mer les Küstenfliegergruppen (Kü.Fl.Gr.). On appelle les groupes de bombardiers spécialistes les Kampfgruppen (KGr).
À la tête d'une Geschwader se trouve un Geschwaderkommodore, d'un Gruppe un Gruppenkommandeur et d'une Staffel un Staffelkapitän. Mais ces noms définissent des fonctions au sein de l'unité et non des grades d'officier dans la Luftwaffe. Généralement, c'est un Oberstleutnant - ou, ce qui est exceptionnel, un Oberst - qui est à la tête d'un Geschwader. Le Gruppe est en général commandé par un Major ou un Oberstleutnant mais il arrive aussi que ce soit un Hauptmann (capitaine). Et en théorie c'est un Hauptmann ou un Oberleutnant et parfois même un Leutnant (sous-lieutenant) qui se trouve à la tête d'une Staffel. Un marquage spécifique sur le fuselage des avions identifie la fonction du pilote. Ainsi l'avion du Gruppenkommandeur comporte deux chevrons devant la Balkenkreuz alors que celui du Geschwaderkommodore comporte un chevron et deux barres horizontales qui entourent la Balkenkreuz.

## L'après-guerre

### En République fédérale d'Allemagne

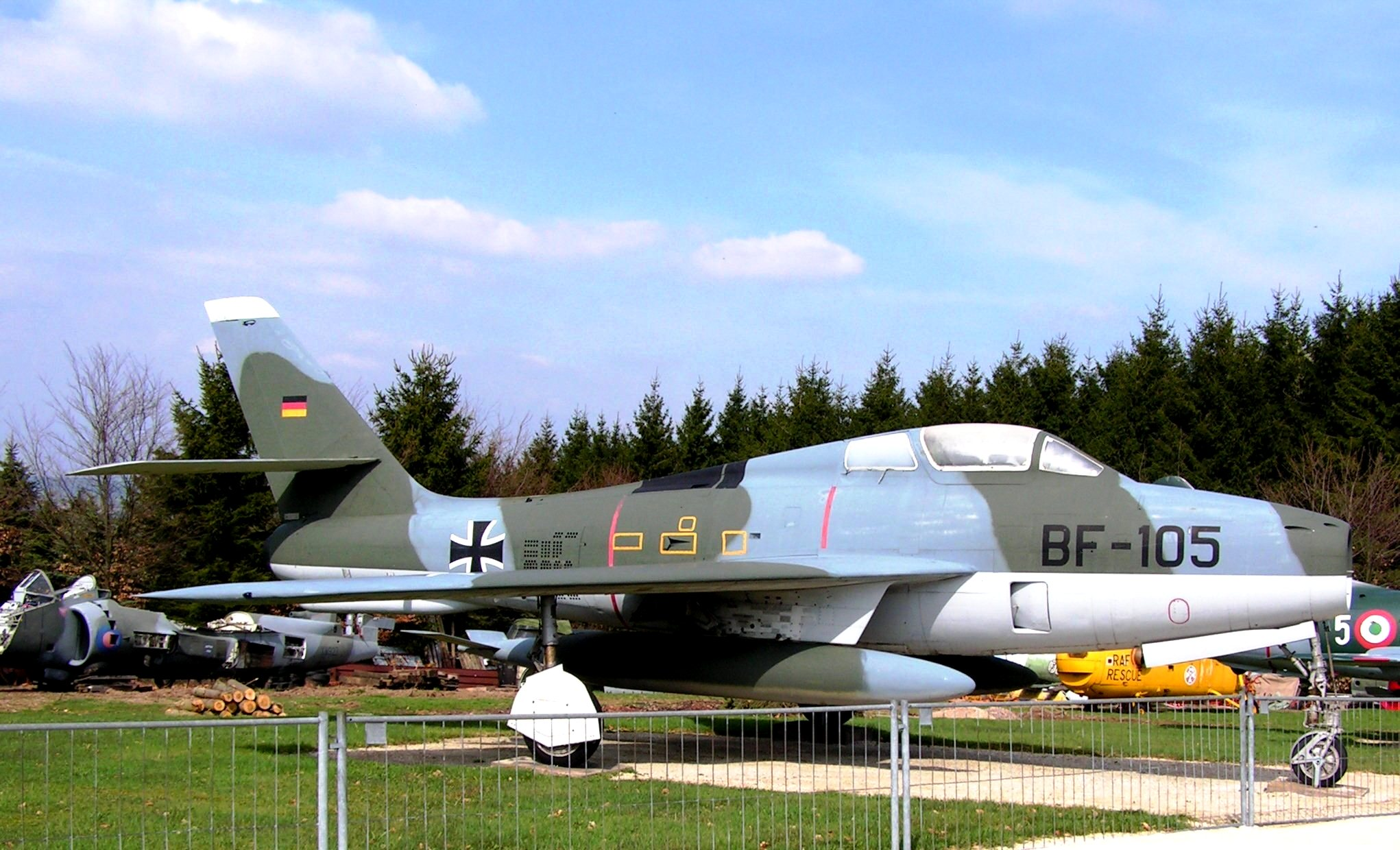
Un F-84F Thunderstreak aux couleurs allemandes.

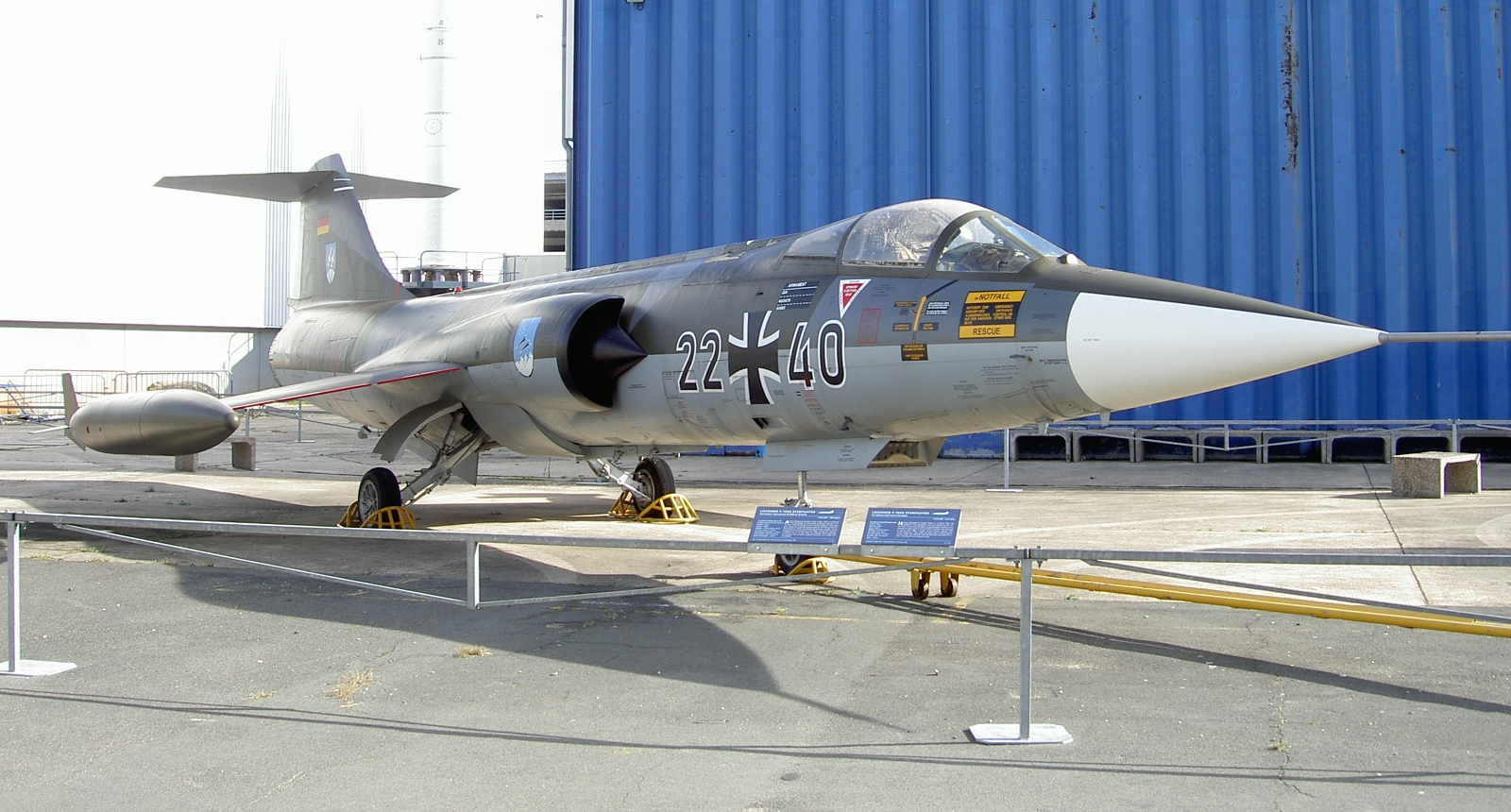
Un F-104G Starfighter allemand conservé au musée de l'Air et de l'Espace.

Après la fin de la guerre, l'aviation allemande est sévèrement restreinte. Les Alliés interdisent totalement aux Allemands de posséder une aviation militaire, jusqu'à ce qu'ils permettent, à la suite de la guerre froide, à la nouvelle République fédérale de rejoindre l'OTAN en 1955, lorsqu'ils se rendent compte qu'ils ont désormais besoin de celle-ci à cause de la menace militaire grandissante de l'Union soviétique et des autres pays du Pacte de Varsovie. Pendant les décennies suivantes, la Luftwaffe de l'Allemagne de l'Ouest utilise surtout des appareils d'origine américaine. Tous les avions militaires allemands portent maintenant la croix de fer sur le fuselage, comme pendant la Grande Guerre, et le drapeau national de la RFA sur la dérive.
Beaucoup d'anciens pilotes de chasse, qui luttaient contre les Alliés pendant la guerre, rejoignent la nouvelle armée de l'air d'après-guerre et vont aux États-Unis pour y bénéficier d'un stage de recyclage avant de revenir en Allemagne pour se familiariser avec les nouvelles machines fournies par les américains. Ces personnalités comprennent Erich Hartmann (352 avions ennemis abattus), Gerhard Barkhorn (301), Günther Rall (275) et Johannes Steinhoff (176). Steinhoff, dont le visage et le reste du corps portent de graves brûlures subies lors d'un accident au décollage aux commandes d'un Messerschmitt Me 262 vers la fin de la guerre en Europe, sera le commandant en chef de la Luftwaffe et Rall sera son successeur immédiat. Hartmann prendra sa retraite en 1970 - à l'âge de 48 ans. Josef Kammhuber, mentionné ci-dessus, rejoint la Luftwaffe d'après-guerre aussi et prendra sa retraite en tant qu'Inspekteur der Bundesluftwaffe en 1962.
La « crise du Starfighter » survient pendant les années 1960 à cause du taux d'accident élevé des F-104G Starfighter allemands et du nombre de pilotes tués lors de ces accidents. entre 1961 et 1989, 292 des 916 F-104 allemands (Marineflieger incluse) s'écrasèrent, occasionnant la mort de 115 pilotes . Le grand public surnomme alors le jet le « Witwenmacher » (« faiseur de veuves »). Outre les risques inhérents au vol à haute vitesse à basse altitude (mission pour laquelle le F-104 n'avait pas été conçu à l'origine) avec une météo pas toujours clémente, et des problèmes techniques sur le réacteur, il semble que la maintenance des avions et l'entraînement des pilotes étaient également en cause. Bizarrement, les Allemands ont en fait perdu moins de F-104 en proportion que les Canadiens, les Belges ou les Néerlandais.
À partir des années 1960, l'industrie aéronautique allemande participe de nouveau largement à l'équipement de la Luftwaffe : construction sous licence des F-104G Starfighter, conception et construction avec des partenaires européens du C160 Transall, de l'Alpha Jet, du Panavia Tornado, et du récent Eurofighter Typhoon.

### En République démocratique allemande

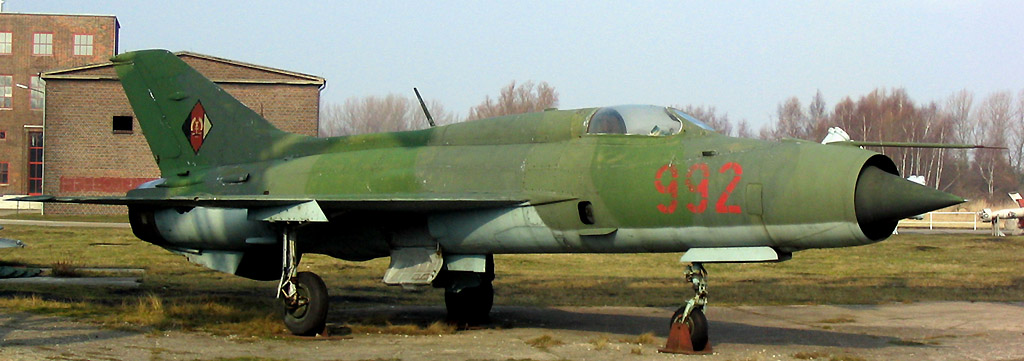
Un MiG-21 de la RDA (voir l'emblème sur la dérive).

La République démocratique allemande (RDA) communiste décide d'utiliser le même nom, « Luftstreitkräfte », pour son armée de l'air que pendant la Grande Guerre. Au sein de cette force aérienne volent les avions construits par l'URSS tels que le Soukhoï Su-7 (codé « Fitter » par l'OTAN) ainsi que ceux du constructeur russe Mikoyan-Gourevitch, y compris les chasseurs MiG-21, MiG-23 et MiG-29.
À l'inverse des avions de la Luftwaffe de la RFA, les avions de la RDA portent l'insigne du drapeau national (voir photo) et non pas la croix de fer. En ce cas, les trois rayures du drapeau tricolore de la RDA (en vigueur de 1959 à 1990) s'orientent verticalement au lieu d'horizontalement et l'insigne lui-même prend la forme d'un diamant. On voit aussi sur l'insigne le symbole du communisme de la RDA : le marteau, le compas de charpentier (voir drapeau) et les épis de blé en forme de guirlande.

### Après la réunification allemande

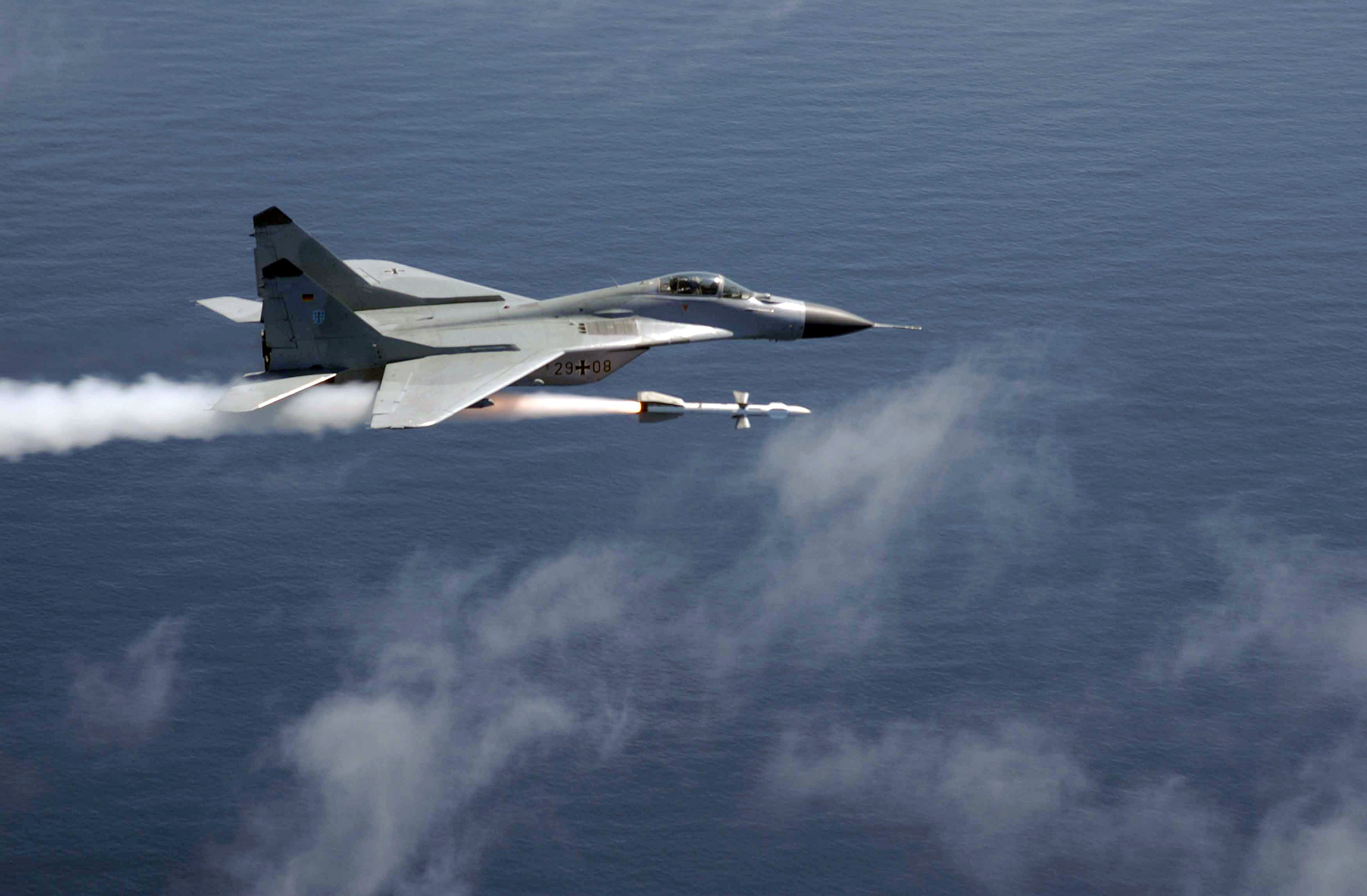
MiG-29 de la RDA remis aux couleurs de la RFA, tirant un R-27 soviétique en 2003.

Après la réunification de la RFA et de la RDA en octobre 1990, les avions de l'ancienne Luftstreitkräfte volent au sein de la Luftwaffe, cette force compte alors 746 avions de combat. Voici une situation bizarre où les avions construits par l'ex-Union soviétique font leur service avec une armée de l'air qui fait partie de l'OTAN. Mais cela ne durera pas longtemps, car le gouvernement de l'Allemagne réunie veut les retirer de l'inventaire avant d'en vendre beaucoup à d'autres pays, les nouveaux membres de l'OTAN en Europe centrale inclus. Les quelque 23 MiG-29 occidentalisés ont été finalement vendus en 2005/2006 pour un euro symbolique à la Pologne après avoir été évalués par les forces de l'OTAN.
La guerre du Kosovo en 1999 aux côtés des alliés de l'OTAN vit les premières missions de combat de la Luftwaffe depuis la Seconde Guerre mondiale.

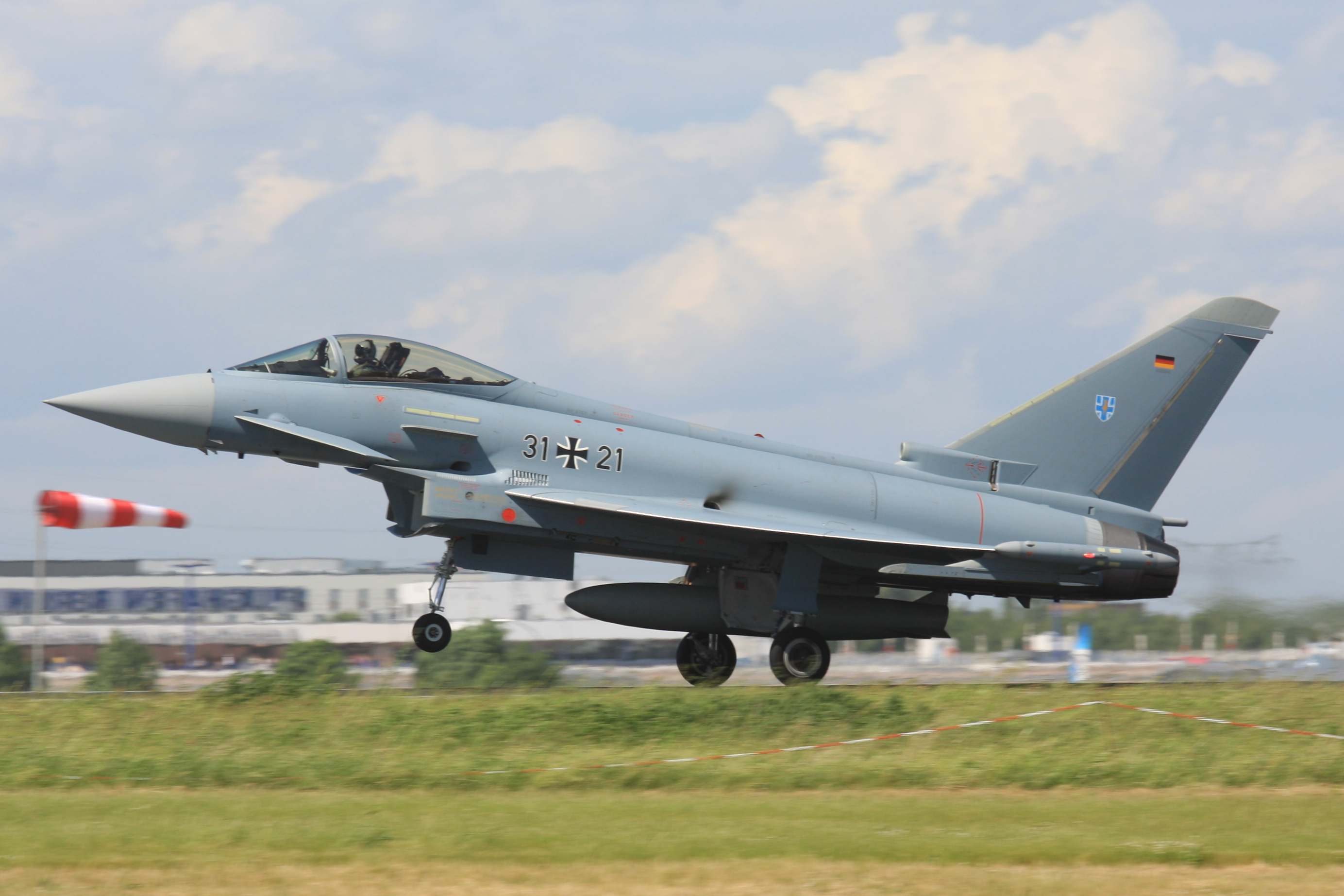
Un Eurofigther allemand.

### Les années 2000
Comme toutes les autres forces aériennes occidentales, elle voit son format se réduire sensiblement et en 2004, le ministre fédéral de la Défense Peter Struck annonce son objectif de voir l'aviation de combat composée de 265 avions en 2015 soit 85 Tornado remis à niveau et 180 Eurofighters, complétée par une flotte de drones à longue endurance. La Luftwaffe disposera du missile de croisière TAURUS KEPD 350, du missile Meteor et d'armements air-sol variés.
Le programme de drones Eurohawk est abandonné en 2013 et des coupes supplémentaires dans les effectifs et matériels annoncé en 2011 font qu'a cette date seulement 143 Eurofighters sont effectivement commandés et que quelques dizaines de Tornado rénovés seront en service dans les années 2020. La flotte d'hélicoptères lourds Sikorsky CH-53 de l'aviation légère de l’armée de terre allemande passe sous son contrôle en janvier 2013. Le 12 février 2021, le premier des 85 Tornado devant rester en service jusqu'en fin 2030 après prolongation de la vie de la cellule effectue son premier vol.
En 2017, le Flugabwehrraketengeschwader 1 (en) (FlaRakG 1) - Escadron de missiles antiaériens 1 - fondé en 1959 en Allemagne de l'Ouest regroupe l'ensemble des moyens de défense antiaérienne de la force aérienne allemande.
Le 24 juin 2019, deux appareils Eurofighter de la Bundeswehr se percutent durant un exercice dans le ciel du Mecklembourg-Poméranie-Occidentale.

## Aéronefs
Les appareils en service en 2020 sont les suivants :
| Aéronefs                    | Origine                              | Type                        | En service      | Versions                | Notes |                 |
| Avion de chasse             | Avion de chasse                      | Avion de chasse             | Avion de chasse | Avion de chasse         | Avion de chasse | Avion de chasse |
| --------------------------- | ------------------------------------ | --------------------------- | --------------- | ----------------------- | --- | --------------- |
| Panavia Tornado             | Allemagne Italie Royaume-Uni         | Avion multirôle             | 180             | Tornado IDS Tornado ECR | 247 livrés à l'origine à partir 29 juillet 1979. A récupéré en 2005 ceux de la Marineflieger (112 exemplaires à l'origine) |                 |
| Eurofighter Typhoon         | Allemagne Espagne Italie Royaume-Uni | Avion multirôle             | 141 (143)       | EF2000                  | le 5 novembre 2020 : nouvelle commande de 38 avions de chasse Eurofighter.                                                 |                 |
| Avion de transport          |                                      |                             |                 |                         | |                 |
| Airbus A400M Atlas          | France Allemagne Espagne Royaume-Uni | Avion de transport          | 49              | A400M                   | 53 commandés fin 2015 (13 seront revendus et 40 maintenus)                                                                 |                 |
| Bombardier Global Express   | Canada                               | Avion de transport          | 4               | Global Express 5000     | |                 |
| Airbus A350ACJ              | France Allemagne Espagne Royaume-Uni | Avion de transport          | 3               | A350-941ACJ             | Commande le 20 mai 2019. Livraisons en 2020 (10+03), 2021 (10+01) et 2023 (10+02). Remplaceront les A340                   |                 |
| Airbus A319                 | France Allemagne Espagne Royaume-Uni | Avion de transport          | 2               | A319CJ                  | |                 |
| Airbus A340                 | France Allemagne Espagne Royaume-Uni | Avion de transport          | 2               | A340-313                | |                 |
| Airbus A321LR               | France Allemagne Espagne Royaume-Uni | Avion de transport          | 0 (3)           | A321LR                  | Commandés le 9 juillet 2020.                                                                                               |                 |
| Avion ravitailleur          |                                      |                             |                 |                         | |                 |
| Airbus A310 MRTT            | France Allemagne Espagne Royaume-Uni | Avion ravitailleur          | 5               | A310-304 MRTT           | Retrait du service de janvier à décembre 2021.                                                                             |                 |
| Avion d'entraînement        |                                      |                             |                 |                         | |                 |
| Beechcraft T-6 Texan II     | États-Unis                           | Avion d'entraînement        | 69              | T-6A                    | |                 |
| Northrop T-38 Talon         | États-Unis                           | Avion d'entraînement        | 40              | T-38A                   | |                 |
| Hélicoptère                 |                                      |                             |                 |                         | |                 |
| Sikorsky CH-53 Sea Stallion | Allemagne États-Unis                 | Hélicoptère de transport    | 66,             | CH-53G/CH-53GS          | Dépendait de la Heeresfliegertruppe avant janvier 2013. 26 seront modernisés pour voler jusqu'en 2030.                     |                 |
| Eurocopter EC645            | France Allemagne Espagne Royaume-Uni | Hélicoptère léger multirôle | 15              | H145M                   | |                 |
| Eurocopter AS532 Cougar     | France Allemagne                     | Hélicoptère de transport    | 3               | AS-532 U2               | |                 |
| Drone                       |                                      |                             |                 |                         | |                 |
| IAI Heron                   | Israël                               | Drone MALE                  | 8               | Heron-1                 | seront remplacés par 5 IAI Eitan Heron TP en location                                                                      |                 |

## Galerie - Luftwaffe

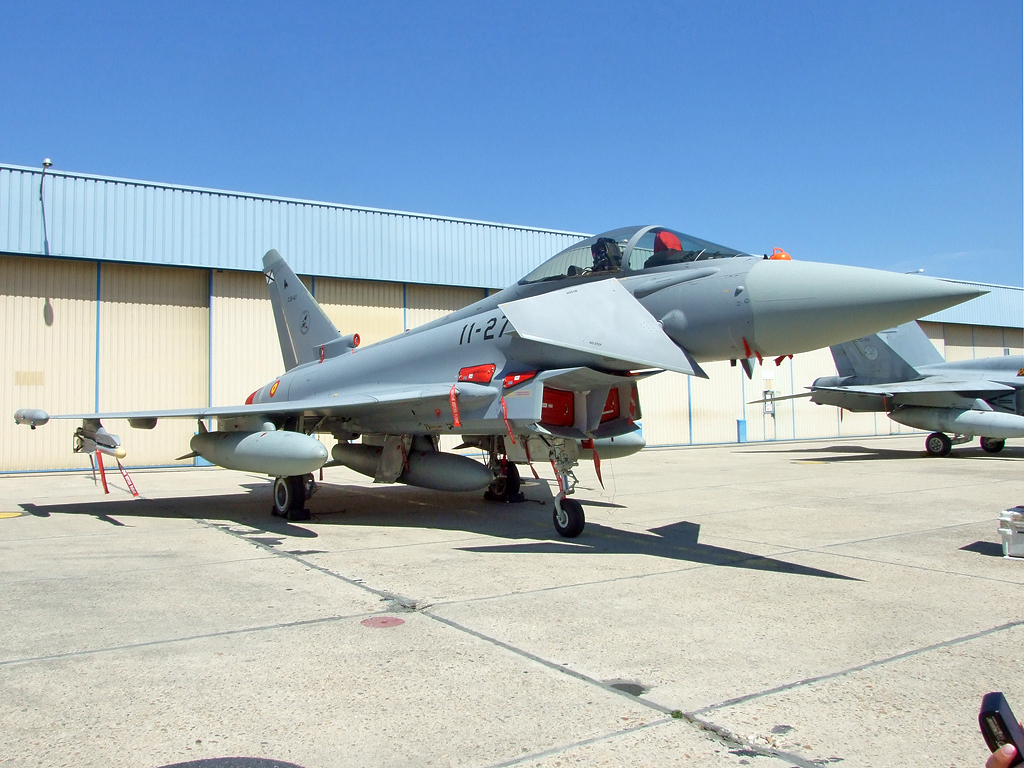
Eurofighter Typhoon
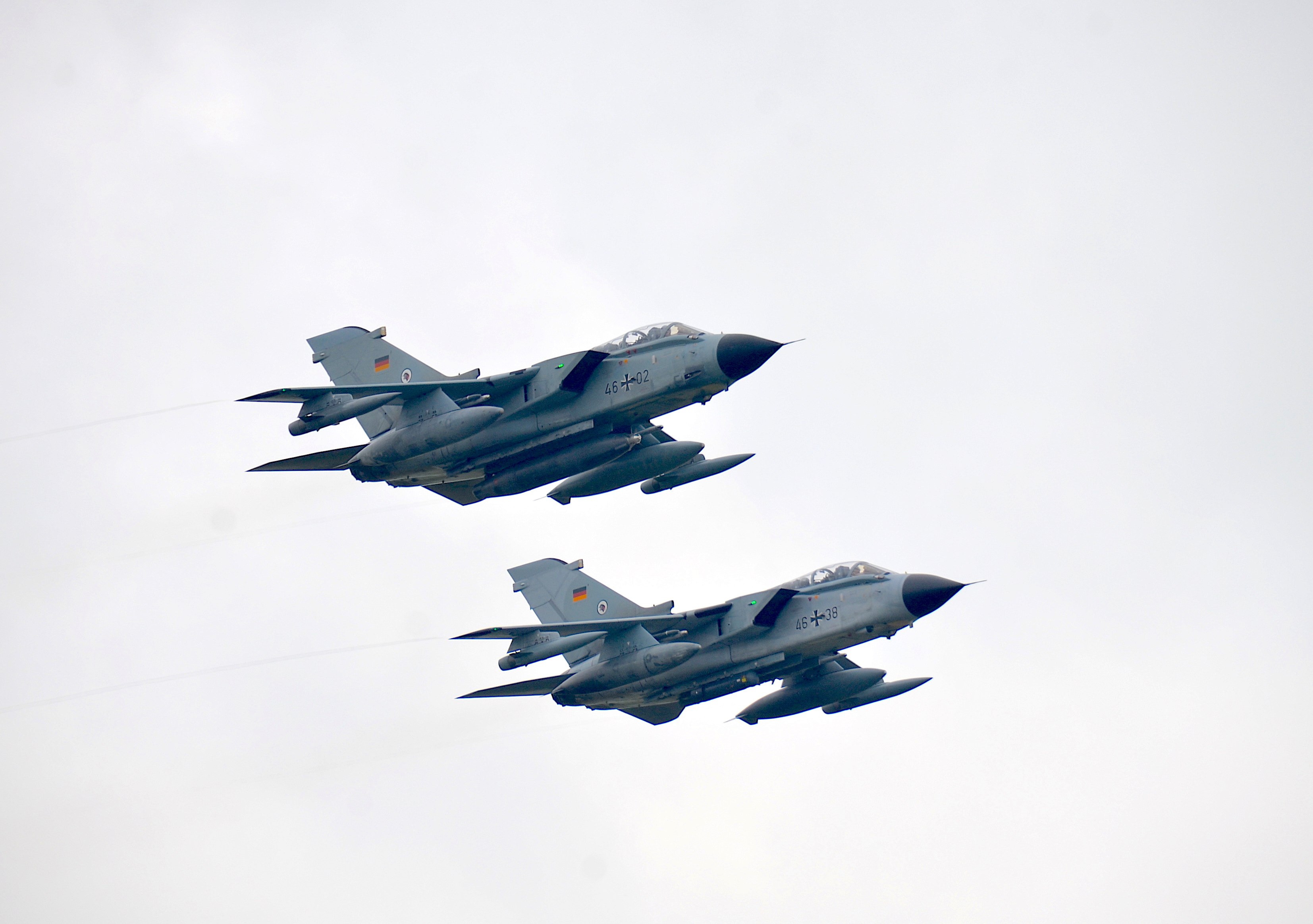
Panavia Tornado
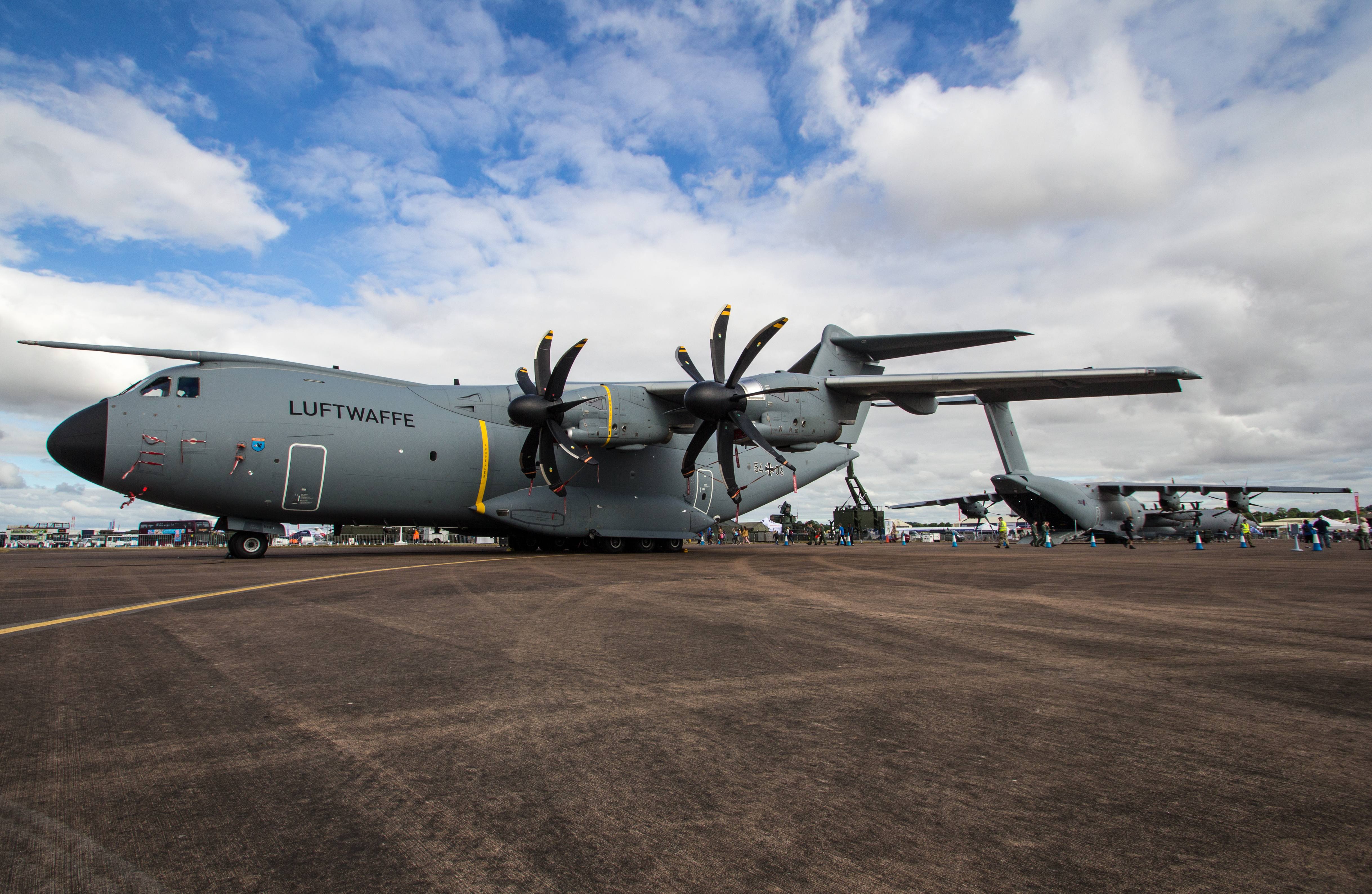
Airbus A400M
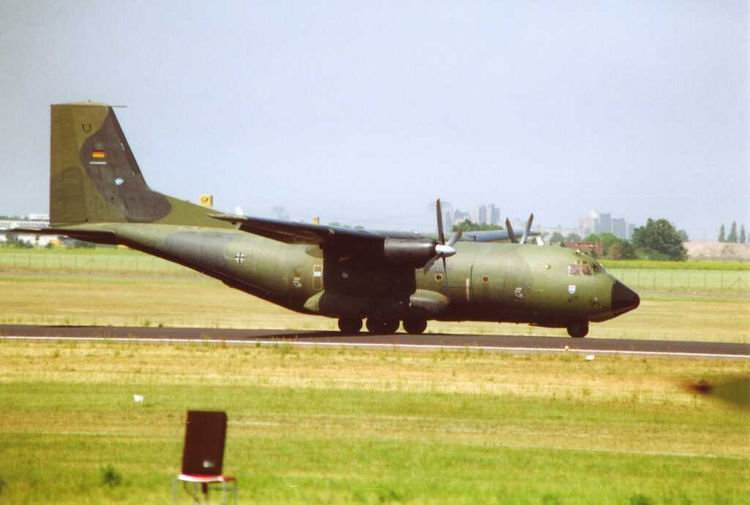
C-160 Transall
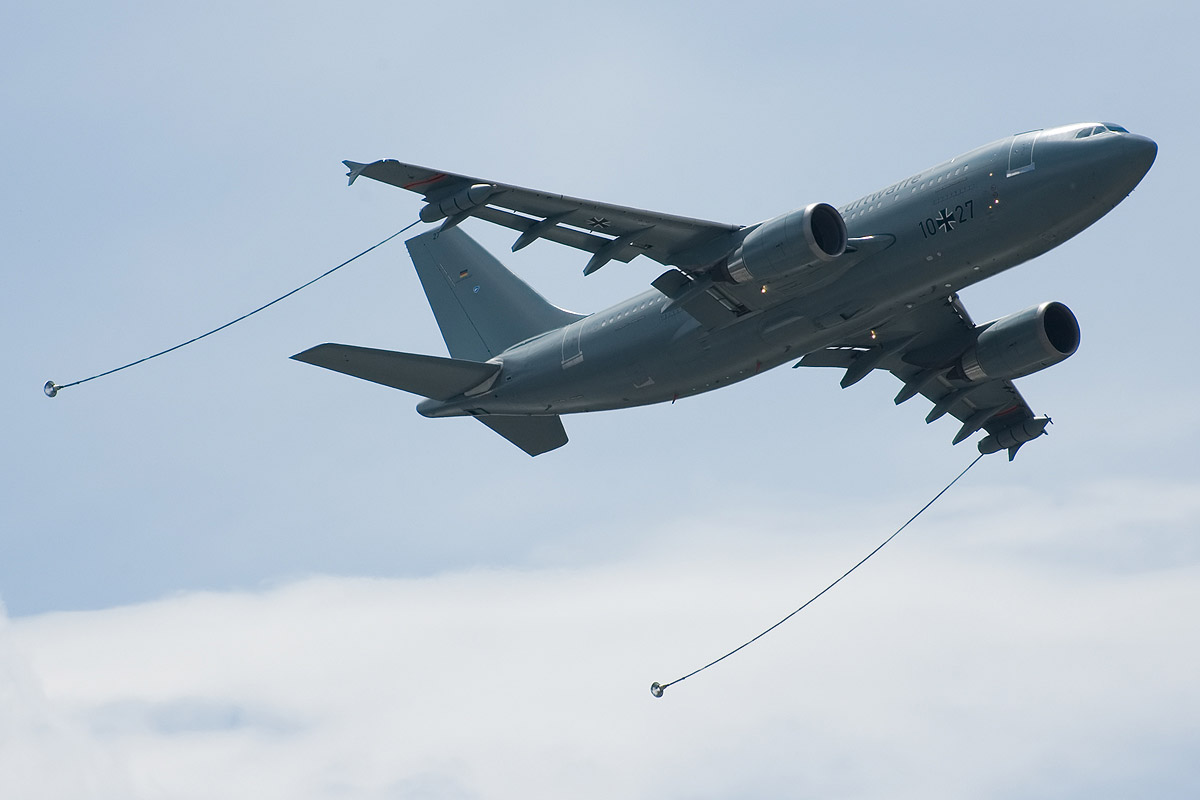
Airbus A310 MRTT
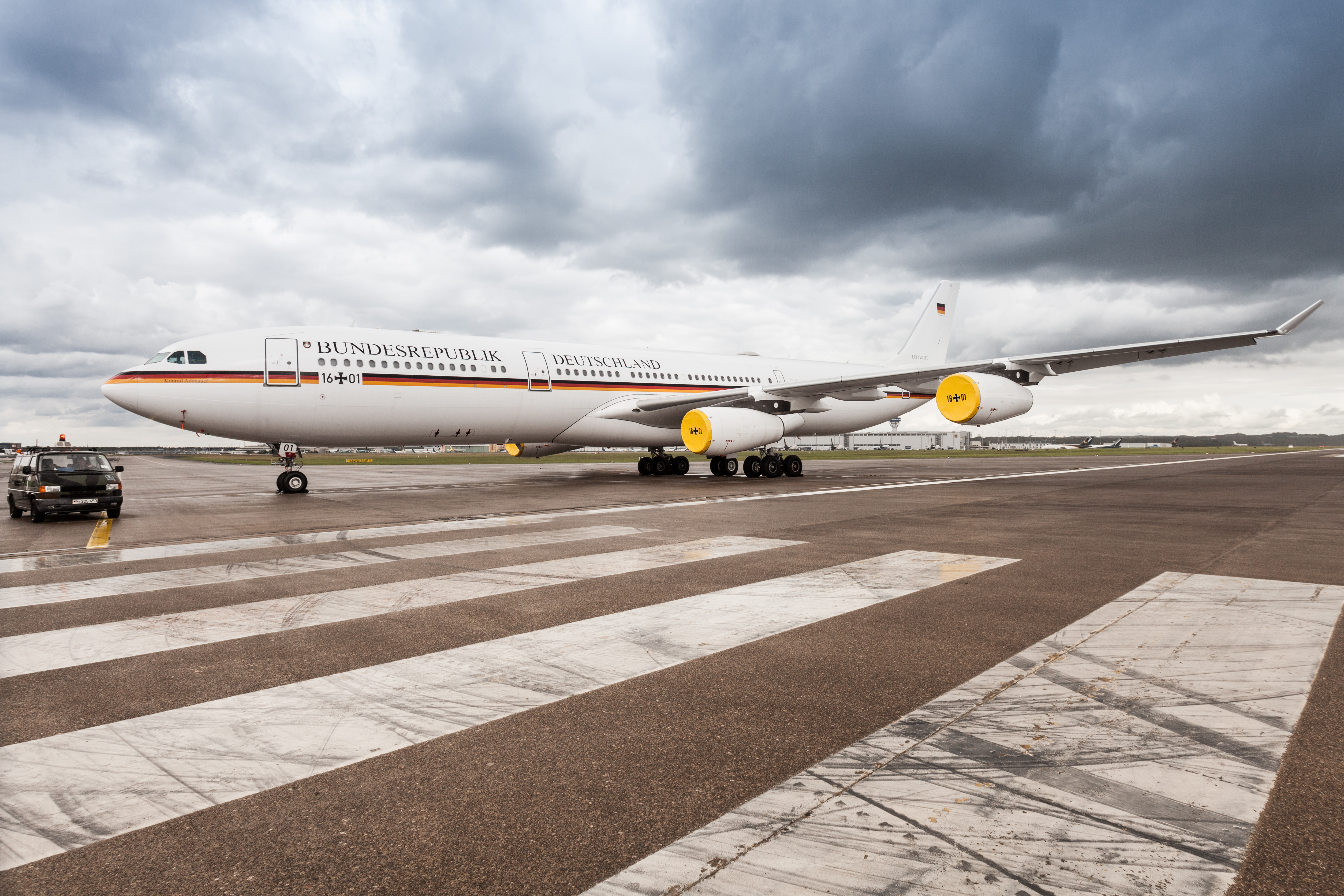
Airbus A340-400
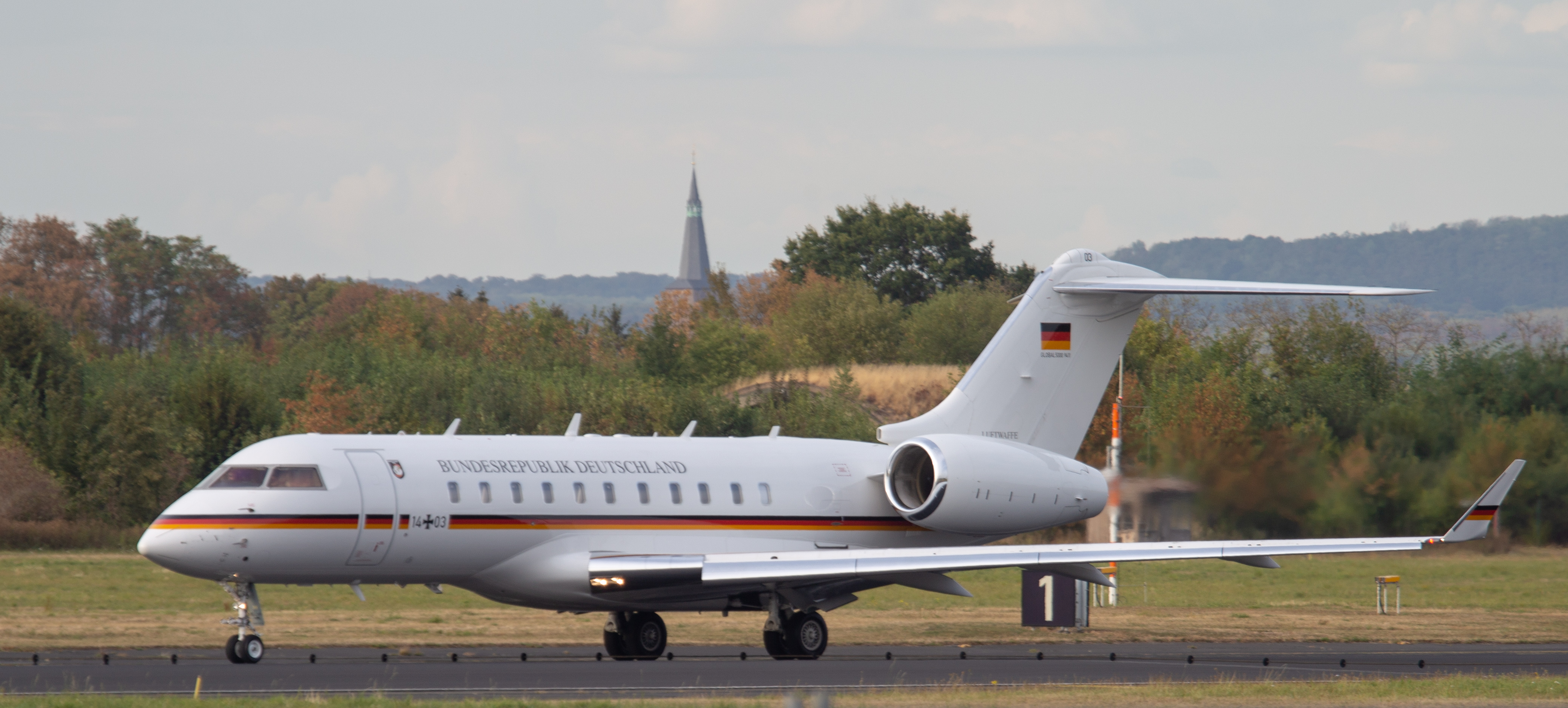
Bombardier Global Express
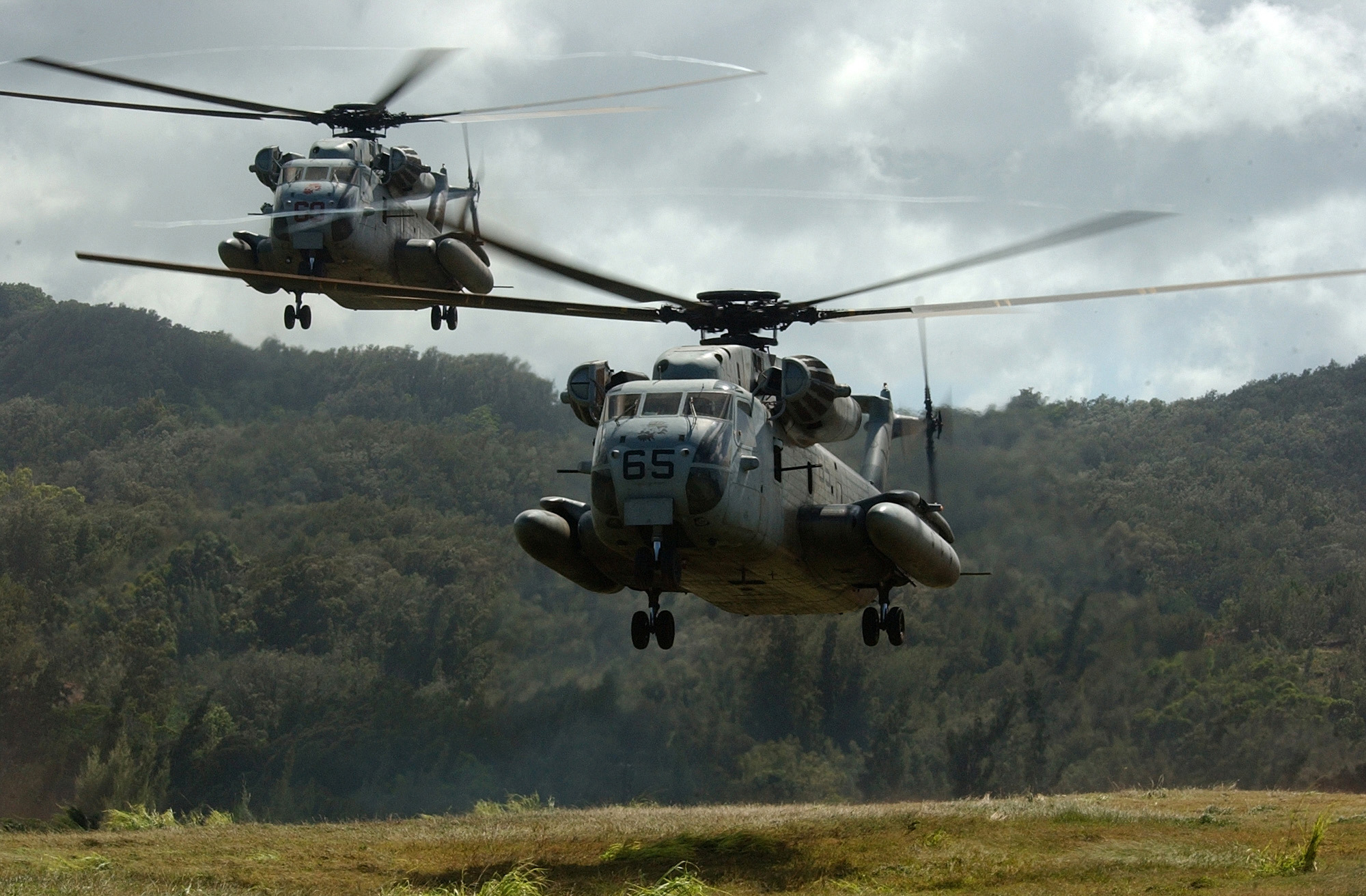
CH53
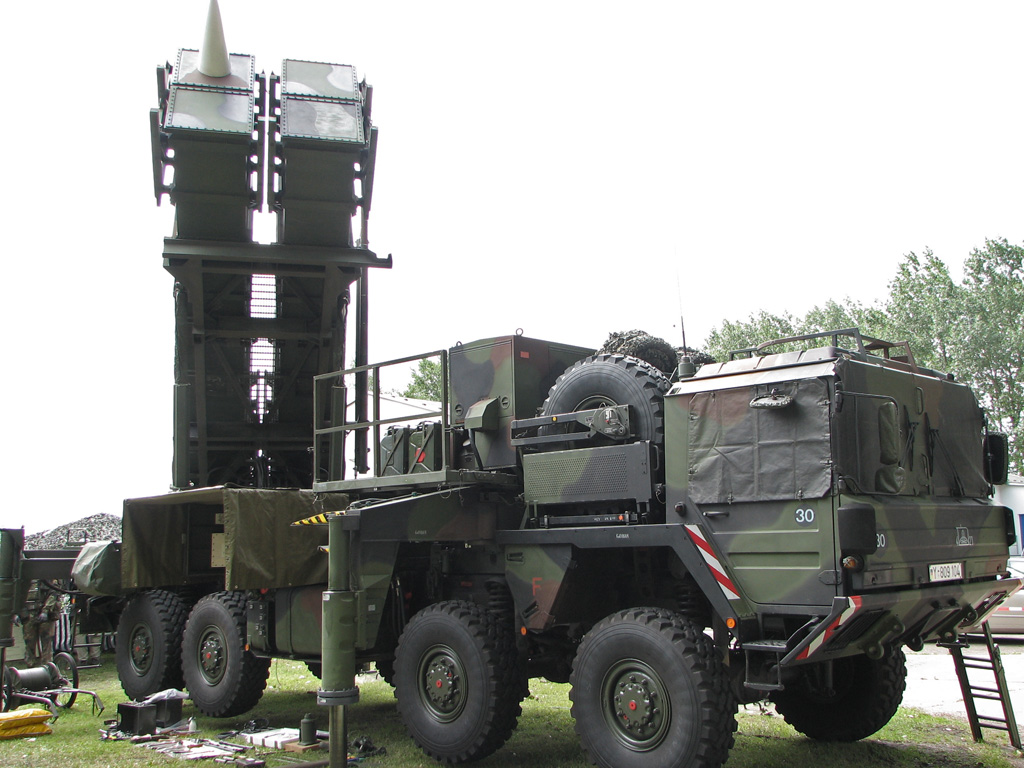
MIM-104 Patriot
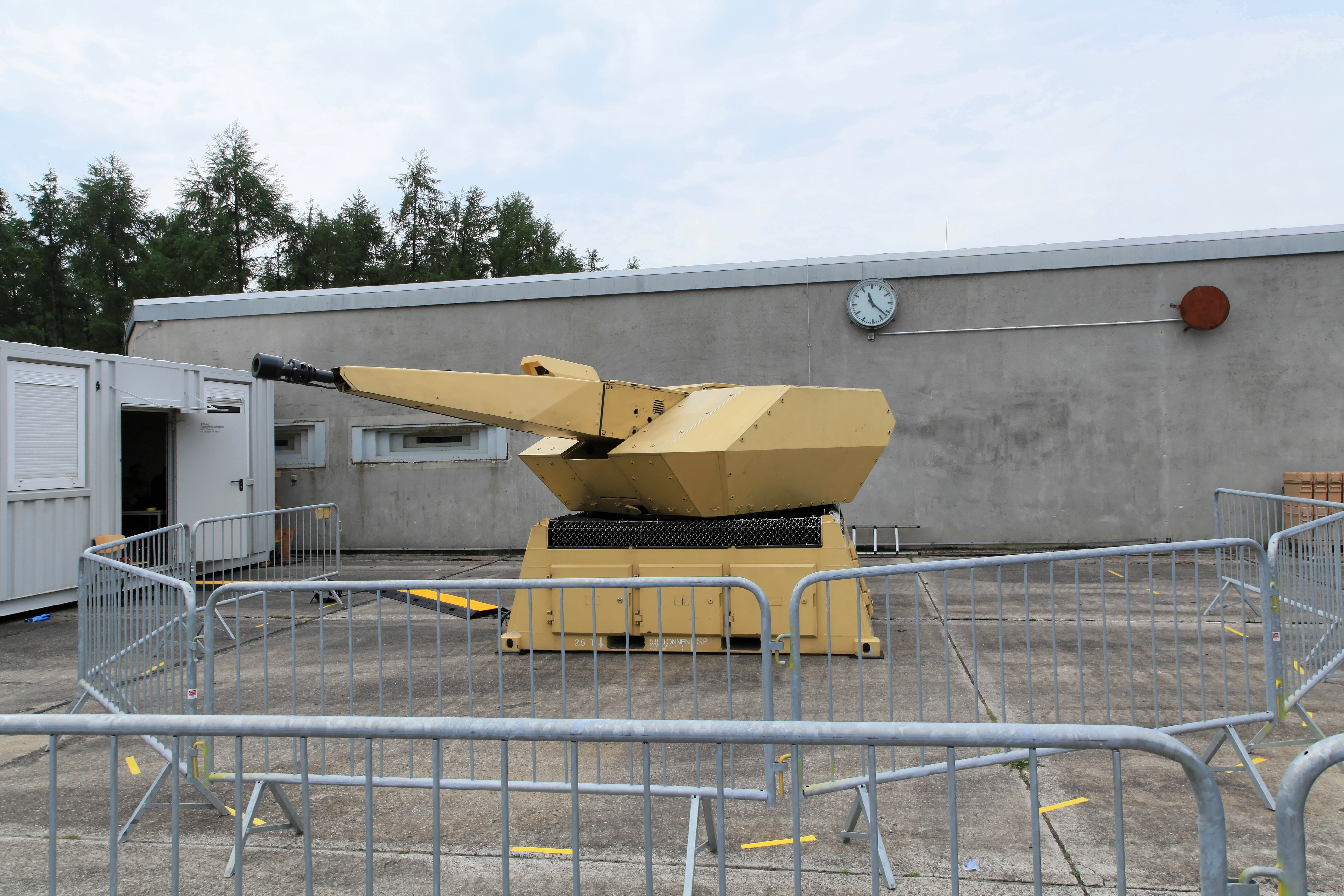
MANTIS (Système de défense aérienne allemand)
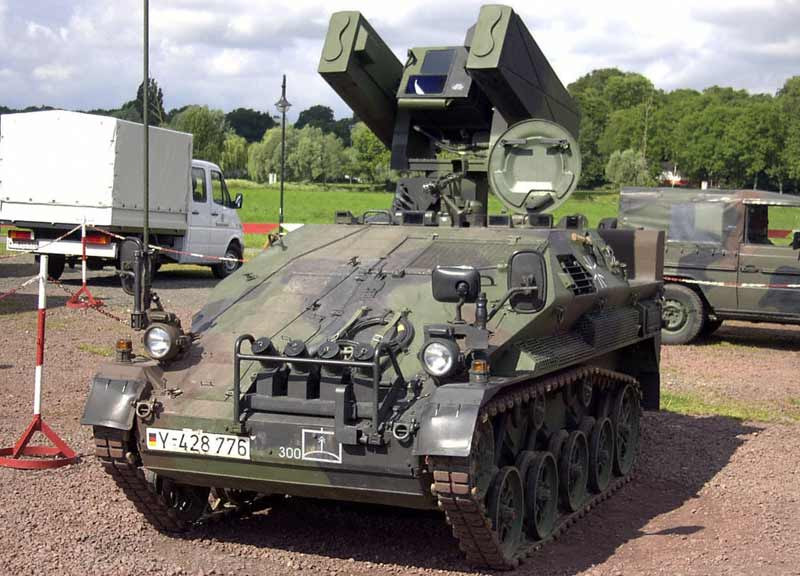
Wiesel 2 Ozelot
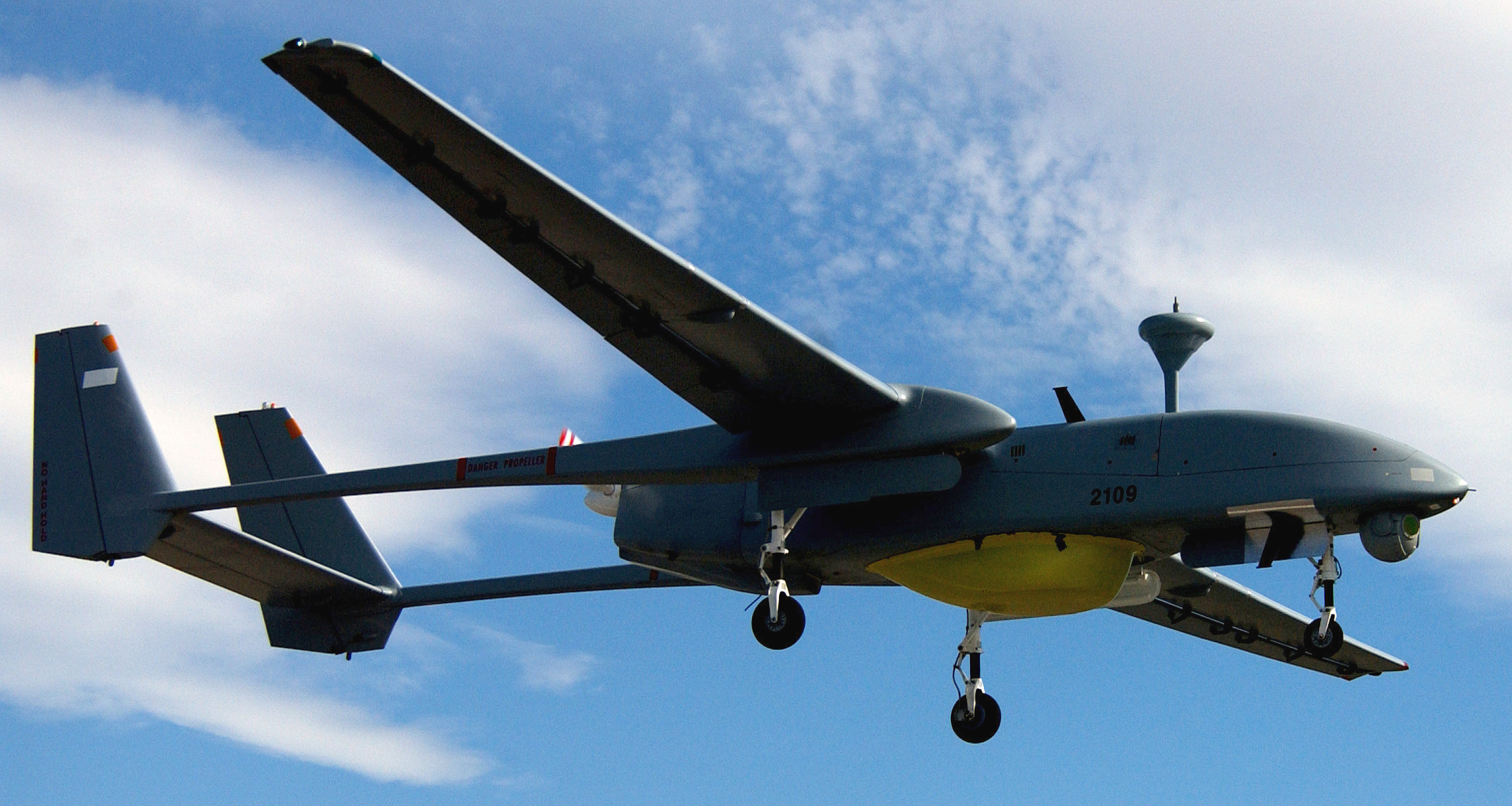
IAI Heron
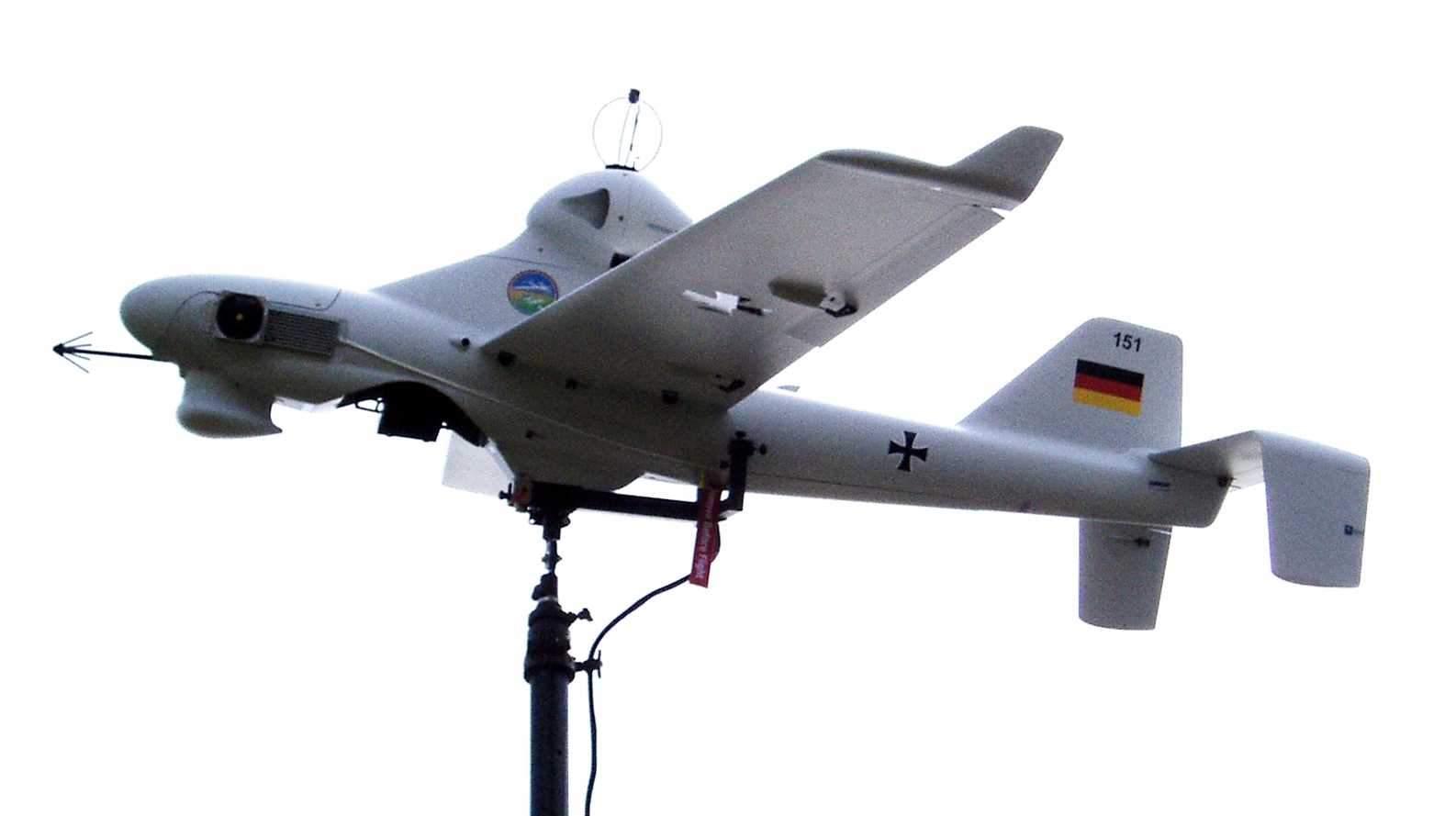
EMT Luna
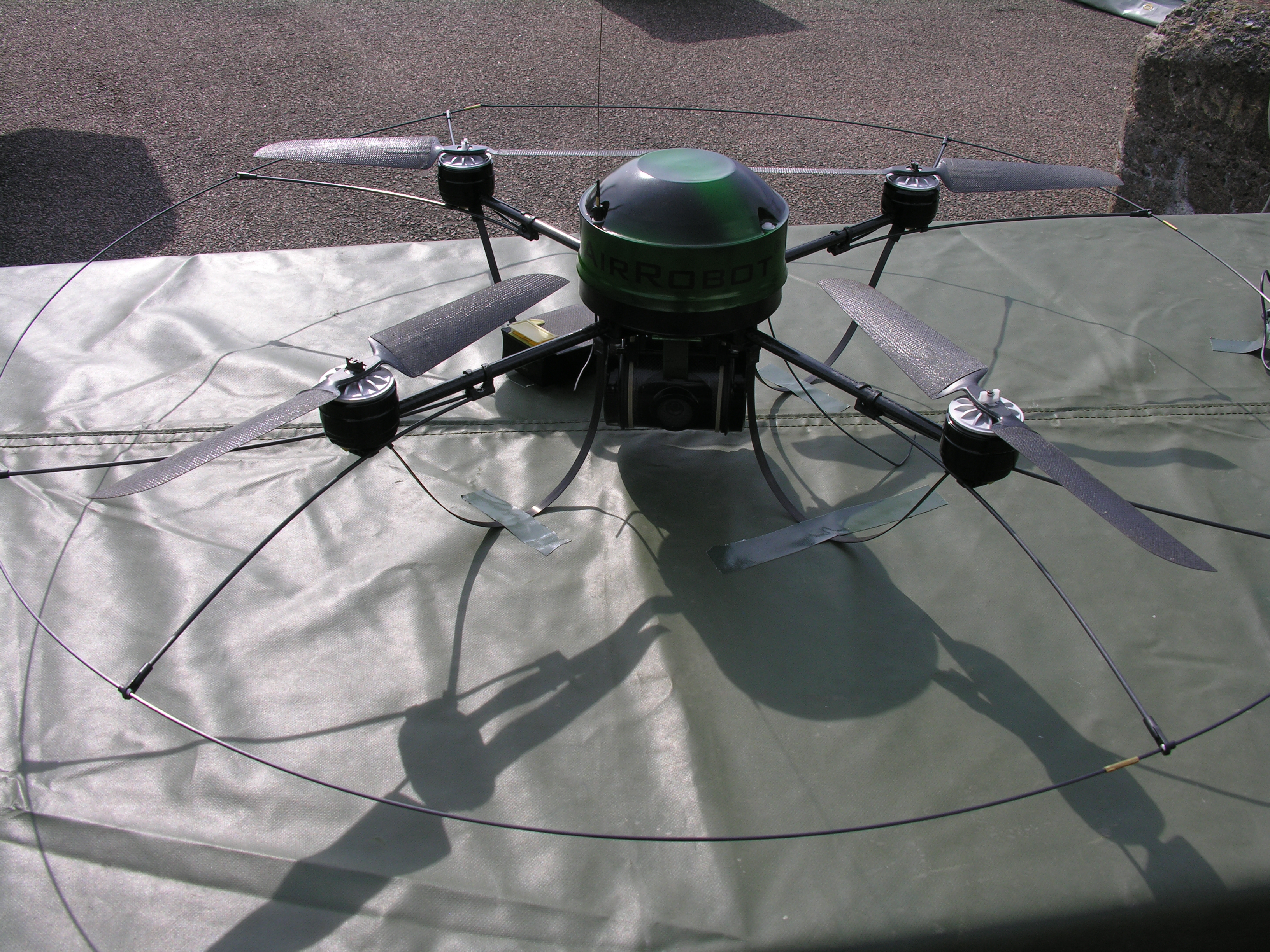
AirRobot AR 100-B
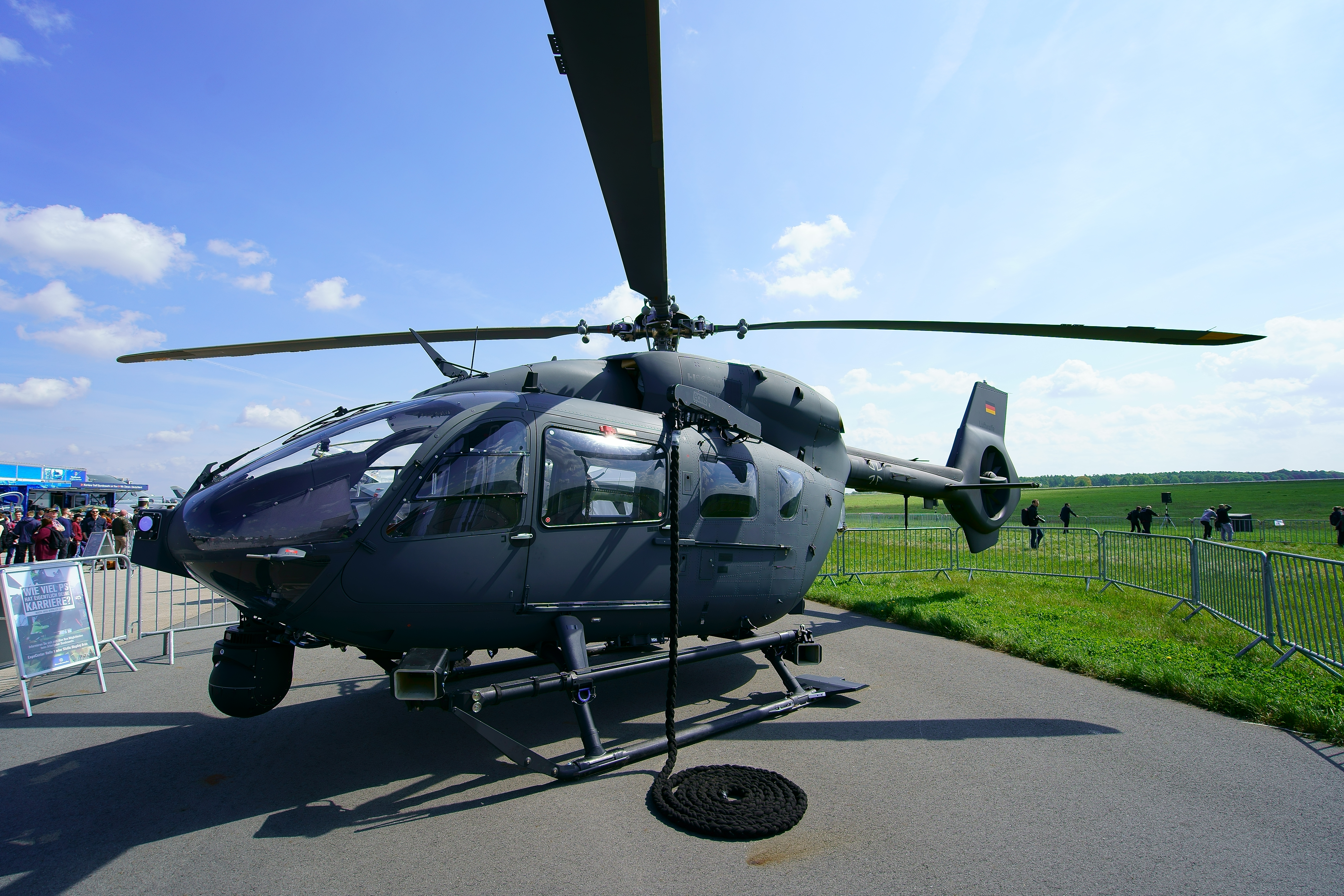
Airbus H145M